# KUNOICHI
KUNOICHI（クノイチ）は、2001年12月21日からTBS系列で不定期に放送されているスポーツ・エンターテインメントの特別番組である。

## 概要
女性版SASUKEとして、2001年12月に初めて放送され、2025年1月の時点で12回開催されている。番組タイトルは女性の忍者「くノ一」に由来。
完全制覇は、2004年末の第4回、2006年新春の第5回、2006年秋の第6回に三宅綾子が、2009年秋の第8回に小宮理英、門井佐登美が、2025年新春の第12回に大嶋あやのがそれぞれ達成している。
2025年の第12回大会を以て、複数回出場者を含め総挑戦者が1000人に到達。
毎回50人が出場し、4つのステージに分かれたさまざまな障害物をアクションゲームのようにクリアしていく巨大フィールドアスレチック。途中で池に落下するか、池の水面に着水したり、ルール違反、コースアウト、タイムオーバーになるとその場でリタイアとなる。
出場できるのは女性のみ。かつてはSASUKEより年齢制限が小さく、小学生が出場したこともあったが、現在の出場資格はSASUKEと同様に中学生以上となっている。SASUKE同様ゼッケン（挑戦順）はスタッフが決めており、後半になるほど、また一の位が1の時に有力選手や注目選手を多く配置する傾向にある。第8回のみ1stが4人1組によるサバイバルレースでゼッケンはなく、挑戦順は1st挑戦前に発表された。
完全制覇毎にFINALのエリア構成が変わるSASUKEとは異なり、全ステージでほぼ毎回何らかの新エリア設置、あるいはリニューアルが行われている他、SASUKEからリメイクされたエリアやSASUKEに逆リメイクされたエリアもある。第7回までは、エリア名は漢字3文字で統一されていた。なお、第1回は筋肉番付スペシャル、第2回は体育王国スペシャルとして放送されたので番組レギュラー出演者によるスタジオパートがあり、第3回からSASUKE同様独立番組となりスタジオパートも廃止された。
収録場所は第8回まではSASUKEと同様に緑山スタジオ・シティで屋外にて開催されていたが、第9回からは屋内（幕張メッセ）で開催されている。
2018年夏の第11回大会を最後に放送が途切れていたが、2025年1月13日に7年振りとなる第12回大会KUNOICHI 2025が放送された。
2025年8月5日、第13回大会の開催決定に伴い、出場者の募集がスタートした。

## 大会結果一覧
- 区切りをよくするために、4大会ごとに区切っている。
- 記録は細かく計測し、クリアタイムは上位3名のみを掲載している。
- 氏名の前の数字はゼッケン番号である。

### 第1回大会 - 第4回大会
第1回大会 KUNOICHI2001冬　合計11エリア(1st-6 2nd-4 FINAL-1)
記念すべき第1回大会は1st序盤エリアでリタイア者が続出して、1st突破者はわずかに2人。その2人も2ndのスタートエリアである大跳躍で共にリタイアし、かつこの大会の時点でSASUKEにも全員が2ndまでで脱落した回がないため、SASUKEも合わせて、史上初の2ndでの全滅となった。
この大会から出場している常連選手は、遊佐雅美、佐竹ひろみ、川本裕子、森洋子ら。森は第3回、佐竹は第4回、川本と遊佐は第5回まで皆勤賞。
| STAGE | 実況     | クリア人数 | 制限時間 | 最速タイム者 | 残りタイム | 平均タイム | 備考 |
| ----- | -------- | ---------- | -------- | ------------ | ---------- | ---------- | ---- |
| 1st   | 初田啓介 | 2名        | 80秒     | 遊佐雅美     | 8.8秒      | 6.95秒     |      |
| 2nd   | 初田啓介 | 0名        | 50秒     |              |            |            |      |

| ゼッケン | 名前     | ステージ | エリア | 備考 |
| -------- | -------- | -------- | ------ | ---- |
| 100      | 遊佐雅美 | 2nd      | 大跳躍 |      |
| 81       | 山田海蜂 | 2nd      | 大跳躍 |      |

| ゼッケン | 名前     | 残りタイム | 備考 |
| -------- | -------- | ---------- | ---- |
| 100      | 遊佐雅美 | 8.8秒      |      |
| 81       | 山田海峰 | 5.1秒      |      |

第2回大会 KUNOICHI2002冬　合計11エリア(1st-6 2nd-4 FINAL-1)
1st舞踊石でリタイア者が続出して、1st突破者は3人。2ndを2人が突破して初のファイナリストが誕生したが、共にリタイアしたため、完全制覇とはならなかった。なお、全ステージで天候が非常に悪く、Final時には雪が降っていた。また、今大会でスタジオパートは終了した。
更に、この年で筋肉番付が放送終了したため、次回以降SASUKEと同様特別番組として独立した形となる。
| STAGE | 実況     | クリア人数 | 制限時間              | 最速タイム者 | 残りタイム | 平均タイム | 備考 |
| ----- | -------- | ---------- | --------------------- | ------------ | ---------- | ---------- | ---- |
| 1st   | 初田啓介 | 3名        | 90秒                  | 水野裕子     | 16.68秒    | 13.73秒    |      |
| 2nd   | 初田啓介 | 2名        | 45秒（第2エリアまで） | 水野裕子     | 8.8秒      | 5.9秒      |      |
| FINAL | 初田啓介 | 0名        |                       |              |            |            |      |

| ゼッケン | 名前     | ステージ | エリア | 備考   |
| -------- | -------- | -------- | ------ | ------ |
| 81       | 水野裕子 | FINAL    | 天空道 | 残り5m |
| 89       | 渡辺和江 | FINAL    | 天空道 | 残り7m |
| 96       | 遊佐雅美 | 2nd      | 大跳躍 |        |

| ゼッケン | 名前     | 残りタイム | 備考 |
| -------- | -------- | ---------- | ---- |
| 81       | 水野裕子 | 16.68秒    |      |
| 96       | 遊佐雅美 | 14.33秒    |      |
| 89       | 渡辺和江 | 10.22秒    |      |

| ゼッケン | 名前     | 残りタイム | 備考 |
| -------- | -------- | ---------- | ---- |
| 81       | 水野裕子 | 8.8秒      |      |
| 89       | 渡辺和江 | 3.0秒      |      |

第3回大会 KUNOICHI2003秋　合計17エリア(1st-8 2nd-4 3rd-3 FINAL-2)
この大会より、3rdが新設され、SASUKE同様4ステージ制となる。また、1st、2nd、FINALが共にリニューアルされた。1stクリア者は14人と格段に増え、3rd進出者も11人と史上最多（2017年現在）。FINAL進出者は最多タイの3人。2大会連続ファイナリストの水野裕子は、あと僅かの所で完全制覇を逃す。なお、今大会でKUNOICHI史上最高視聴率17.2%を記録した。またSASUKEオールスターズの白鳥文平が客席から観覧した。
2ndステージ収録開始直前雨が降り、一時収録中断した。
今大会からSASUKE同様実況が2名体制となった。
| STAGE | 実況     | クリア人数 | 制限時間 | 最速タイム者 | 残りタイム | 平均タイム | 備考 |
| ----- | -------- | ---------- | -------- | ------------ | ---------- | ---------- | ---- |
| 1st   | 初田啓介 | 14名       | 85秒     | 水野裕子     | 18.07秒    | 11.03秒    |      |
| 2nd   | 有馬隼人 | 11名       | 40秒     | 渡辺奈緒     | 11.34秒    | 7.48秒     |      |
| 3rd   | 初田啓介 | 3名        | 90秒     | 水野裕子     | 7.9秒      | 4.56秒     |      |
| FINAL | 初田啓介 | 0名        | 35秒     |              |            |            |      |

| ゼッケン | 名前                     | ステージ | エリア | 備考                         |
| -------- | ------------------------ | -------- | ------ | ---------------------------- |
| 100      | 水野裕子                 | FINAL    | 天空棒 | ゴール地点、約0.2秒届かず    |
| 92       | 泉美香                   | FINAL    | 天空棒 | 残り約5cm                    |
| 95       | 半澤友美                 | FINAL    | 天空棒 | 残り約20cm                   |
| 97       | 渡辺奈緒                 | 3rd      | 倒連板 | 32枚目、33枚目に手を付き失格 |
| 81       | 森洋子                   | 3rd      | 倒連板 | 29 - 30枚目                  |
| 78       | 浅見清香                 | 3rd      | 倒連板 | 29 - 30枚目                  |
| 85       | 渡辺和江                 | 3rd      | 倒連板 | 25 - 26枚目                  |
| 70       | 吉浜愛梨                 | 3rd      | 倒連板 | 25 - 26枚目                  |
| 5        | 中西百重                 | 3rd      | 倒連板 | 4 - 5枚目                    |
| 84       | RUO                      | 3rd      | 二連棒 | 2本目、コースアウト          |
| 71       | 西村知恵                 | 3rd      | 二連棒 | 2本目、コースアウト          |
| 99       | ターシャ・シュワイカート | 2nd      | 浮遊島 | ゴール地点でタイムアップ     |
| 13       | 杉山真穂                 | 2nd      | 浮遊島 | 3つ目でタイムアップ          |
| 75       | 鈴木咲                   | 2nd      | 回転筒 |                              |

※中西のゼッケンは、テロップでは10と表記されていたが、実際には5を付けていた。
| ゼッケン | 名前                     | 残りタイム | 備考 |
| -------- | ------------------------ | ---------- | ---- |
| 100      | 水野裕子                 | 18.07秒    |      |
| 99       | ターシャ・シュワイカート | 15.79秒    |      |
| 70       | 吉浜愛梨                 | 15.23秒    |      |

| ゼッケン | 名前     | 残りタイム | 備考 |
| -------- | -------- | ---------- | ---- |
| 97       | 渡辺奈緒 | 11.34秒    |      |
| 92       | 泉美香   | 10.32秒    |      |
| 5        | 中西百重 | 9.81秒     |      |

| ゼッケン | 名前     | 残りタイム | 備考 |
| -------- | -------- | ---------- | ---- |
| 100      | 水野裕子 | 7.9秒      |      |
| 92       | 泉美香   | 3.7秒      |      |
| 95       | 半澤友美 | 2.1秒      |      |

第4回大会 KUNOICHI2004冬　合計17エリア(1st-8 2nd-4 3rd-3 FINAL-2)
放送日が12月25日となった、史上初めてのクリスマス決戦。
1stの全長は当時SASUKEを超える89.2m。1stクリア者は8人。前回のファイナリストが2ndまでで全滅。
3rdで脱落した5人は全員倒連板でのリタイア。そんな中ただ一人FINALに進出した、初出場の三宅綾子が完全制覇を達成。初出場での完全制覇もSASUKE、KUNOICHIを通じて初の快挙。
第1回からナレーターを務めてきた垂木勉はこの回をもってナレーターを降板した（第9回で復帰。）。
| STAGE | 実況                                                            | クリア人数 | 制限時間 | 最速タイム者 | 残りタイム | 平均タイム | 備考 |
| ----- | --------------------------------------------------------------- | ---------- | -------- | ------------ | ---------- | ---------- | ---- |
| 1st   | 初田啓介（1-30番、51番、81番以降） 小笠原亘（31-50番、52-80番） | 8名        | 105秒    | 三宅綾子     | 28.86秒    | 16.23秒    |      |
| 2nd   | 小笠原亘                                                        | 6名        | 35秒     | 浅見清香     | 9.08秒     | 4.65秒     |      |
| 3rd   | 初田啓介                                                        | 1名        | 90秒     | 三宅綾子     | 11.98秒    | 11.98秒    |      |
| FINAL | 初田啓介                                                        | 1名        | 35秒     | 三宅綾子     | 4.1秒      | 4.1秒      |      |

| ゼッケン | 名前         | ステージ | エリア   | 備考                 |
| -------- | ------------ | -------- | -------- | -------------------- |
| 58       | 三宅綾子     | FINAL    | 完全制覇 | 残り4.1秒            |
| 70       | 小宮理英     | 3rd      | 倒連板   | 30 - 31枚目          |
| 50       | 渡辺和江     | 3rd      | 倒連板   | 30 - 31枚目          |
| 95       | 浅見清香     | 3rd      | 倒連板   | 29 - 30枚目          |
| 81       | 吉田沙保里   | 3rd      | 倒連板   | 29 - 30枚目          |
| 90       | 山田海蜂     | 3rd      | 倒連板   | 14枚目、手を付き失格 |
| 98       | バン・オアナ | 2nd      | 浮遊島   | 5つ目                |
| 99       | 泉美香       | 2nd      | 三連跳   | 3つ目                |

| ゼッケン | 名前     | 残りタイム | 備考 |
| -------- | -------- | ---------- | ---- |
| 58       | 三宅綾子 | 28.86秒    |      |
| 70       | 小宮理英 | 24.66秒    |      |
| 99       | 泉美香   | 24.53秒    |      |

| ゼッケン | 名前       | 残りタイム | 備考 |
| -------- | ---------- | ---------- | ---- |
| 95       | 浅見清香   | 9.08秒     |      |
| 58       | 三宅綾子   | 8.14秒     |      |
| 81       | 吉田沙保里 | 5.56秒     |      |

| ゼッケン | 名前     | 残りタイム | 備考                           |
| -------- | -------- | ---------- | ------------------------------ |
| 58       | 三宅綾子 | 11.98秒    | 3rd STAGE 歴代最速タイム記録者 |

### 第5回大会 - 第8回大会
第5回大会 KUNOICHI2006謹賀新年　合計19エリア(1st-9 2nd-5 3rd-3 FINAL-2)
完全制覇者が出たため、2度目のリニューアルが行われた。泉美香、渡辺和江、山田海蜂や半澤友美といった初期の有力者が出場しなかったが、前回完全制覇者三宅綾子、前々回ファイナリストの水野裕子、のちの完全制覇者の小宮理英が揃って3rdステージに進出。
3rdステージは今大会から時間無制限となり、この回だけ登場となった夢幻道のみタイムがあった。
三宅綾子が2大会連続の完全制覇を達成し、SASUKE、VIKINGも合わせ史上初の2度目の完全制覇及び史上唯一の2大会連続の完全制覇者。2大会連続で完全制覇者が出たのも史上初。ゼッケン100番の選手が完全制覇したのもSASUKEも合わせて史上初。1st終了後に聞いた祖母の死を乗り越えての完全制覇だった。Final初進出となった小宮理英は、あと一歩の所で完全制覇を逃す。また、今大会のみ多比良健がナレーターを担当した。
| STAGE | 実況                                             | クリア人数 | 制限時間           | 最速タイム者 | 残りタイム | 平均タイム | 備考 |
| ----- | ------------------------------------------------ | ---------- | ------------------ | ------------ | ---------- | ---------- | ---- |
| 1st   | 初田啓介（1-40番、71番以降） 駒田健吾（41-70番） | 6名        | 100秒              | 三宅綾子     | 20.85秒    | 10.26秒    |      |
| 2nd   | 駒田健吾                                         | 5名        | 50秒               | 三宅綾子     | 19.54秒    | 11.44秒    |      |
| 3rd   | 初田啓介                                         | 2名        | 15秒（夢幻道のみ） | 小宮理英     | 0.60秒     | 0.49秒     |      |
| FINAL | 初田啓介                                         | 1名        | 35秒               | 三宅綾子     | 7.74秒     | 7.74秒     |      |

| ゼッケン | 名前             | ステージ | エリア   | 備考        |
| -------- | ---------------- | -------- | -------- | ----------- |
| 100      | 三宅綾子         | FINAL    | 完全制覇 | 残り7.74秒  |
| 72       | 小宮理英         | FINAL    | 天空棒   | 残り約1m    |
| 91       | 水野裕子         | 3rd      | 倒連板   | 34 - 35枚目 |
| 83       | 今村ゆり子       | 3rd      | 倒連板   | 32 - 33枚目 |
| 95       | 浅見清香         | 3rd      | 倒連板   | 28 - 29枚目 |
| 90       | ミラベラ・アフヌ | 2nd      | 回転筒   |             |

| ゼッケン | 名前     | 残りタイム | 備考 |
| -------- | -------- | ---------- | ---- |
| 100      | 三宅綾子 | 20.85秒    |      |
| 72       | 小宮理英 | 11.70秒    |      |
| 95       | 浅見清香 | 10.03秒    |      |

| ゼッケン | 名前     | 残りタイム | 備考 |
| -------- | -------- | ---------- | ---- |
| 100      | 三宅綾子 | 19.54秒    |      |
| 95       | 浅見清香 | 14.51秒    |      |
| 91       | 水野裕子 | 9.71秒     |      |

| ゼッケン | 名前     | 残りタイム | 備考                           |
| -------- | -------- | ---------- | ------------------------------ |
| 72       | 小宮理英 | 0.60秒     |                                |
| 100      | 三宅綾子 | 0.38秒     | 3rd STAGE 歴代最遅タイム記録者 |

第6回大会 KUNOICHI2006秋　合計18エリア(1st-8 2nd-5 3rd-3 FINAL-2)
2大会連続の完全制覇のため、リニューアル。1stクリア者は11人でうち三宅綾子以外は全員が1st初クリアという珍しいことが起きた。また、前回（第5回）と比べると、跳躍力も重要になった。
今大会の2ndはタイムアタック形式で、クリアタイム上位6名が3rdに進出した。
三宅がリニューアルされた新FINALをクリアし、3連覇を達成。3大会連続の完全制覇、3度目の完全制覇ともにSASUKE、VIKINGも合わせ史上唯一。
今回は1stに万国旗が飾られていたためか、20ヶ国の選手が多く参加した。この大会では挑戦中にゼッケンを付けている選手が殆どいなかった。また、今大会から第7回大会まで小林清志がナレーターを担当した。なお、今大会は前回まで全大会出場していた川本裕子と遊佐雅美が欠場したため、皆勤出場者がいなくなった。
| STAGE | 実況              | クリア人数 | 制限時間 | 最速タイム者               | 残りタイム | 平均タイム | 備考                           |
| ----- | ----------------- | ---------- | -------- | -------------------------- | ---------- | ---------- | ------------------------------ |
| 1st   | 初田啓介 小笠原亘 | 11名       | 95秒     | エリン・ジェシカ・ドルティ | 15.17秒    | 9.28秒     |                                |
| 2nd   | 駒田健吾          | 8名        | 75秒     | 岩井智香                   | 18.57秒    | 9.72秒     | クリアタイム上位6名が3rd進出。 |
| 3rd   | 初田啓介          | 2名        |          |                            |            |            |                                |
| FINAL | 初田啓介          | 1名        | 30秒     | 三宅綾子                   | 0.66秒     | 0.66秒     |                                |

| ゼッケン | 名前                       | ステージ | エリア           | 備考                 |
| -------- | -------------------------- | -------- | ---------------- | -------------------- |
| 100      | 三宅綾子                   | FINAL    | 完全制覇         | 残り0.6秒            |
| 83       | 田中真帆                   | FINAL    | 天空棒           | 移行直後             |
|          | 前田瑞帆                   | 3rd      | 天秤橋           | 残り1/3              |
| 88       | 岩井智香                   | 3rd      | 倒連板           |                      |
| 96       | エリン・ジェシカ・ドルティ | 3rd      | 剣山道           | 1→2本目              |
|          | 東玲奈                     | 3rd      | 剣山道           | 1→2本目              |
| 80       | 松本美佳里                 | 2nd      | タイムトライアル | クリアタイム1分9秒08 |
| 68       | 北川成美                   | 2nd      | タイムトライアル | クリアタイム1分9秒86 |

※上記の東、北川のゼッケンはテロップではそれぞれ51、77となっていたが出場選手がアップしたと思われる挑戦者リストの画像（こちら を参照）によると、51は別の選手が着けており、北川は68となっているのでこちらのほうが正しいと思われる。また、岡本はテロップでは66となっていたが、2ndでの放送順では前田より後なので84～87のどこかに当てはまると思われる。前田はテロップでは75となっていたが、2ndでの放送順では田中より後で、岡本同様84～87のどこかに当てはまると思われる。これらは挑戦中にゼッケンを付けている選手がほとんどおらず、1st、2ndで放送順の異なる選手に関してはゼッケン的に2ndでの放送順と同じタイミングで挑戦していると思われる。
| ゼッケン | 名前                       | 残りタイム | 備考 |
| -------- | -------------------------- | ---------- | ---- |
| 96       | エリン・ジェシカ・ドルティ | 15.17秒    |      |
| 88       | 岩井智香                   | 14.6秒     |      |
| 32       | 吉田友子                   | 14.22秒    |      |

| ゼッケン | 名前     | 残りタイム | 備考 |
| -------- | -------- | ---------- | ---- |
| 88       | 岩井智香 | 18.57秒    |      |
| 100      | 三宅綾子 | 14.35秒    |      |
|          | 前田瑞穂 | 12.00秒    |      |

第7回大会 KUNOICHI2007秋　合計19エリア(1st-8 2nd-5 3rd-4 FINAL-2)
テーマとなるスピードとバランスの両立を重視した合計7つの新エリアが登場するなど、KUNOICHI史上最大のリニューアル。特に、1stの段違棒～飛翔柱の連動型セット障害で40人以上の脱落者が出た。制限時間も5秒短縮され、更には2大会ぶりの登場となった新バージョンの八艘飛が次々と実力者を飲み込んでいった。1stのクリア者は、ワースト3位の4人。全長は本家SASUKEを超える135m。
2ndも大跳躍と舞乱道以外のすべてのエリアが入れ替わり、かつての1stの難関、舞踊石が復活。更に制限時間も10秒短縮された。クリア者も過去最低の1人。初出場から3連覇中の三宅綾子は初となるリタイアを喫した。
3rdも倒連板のレッドゾーンがリニューアルされ、新最終エリアが追加。唯一のクリア者である田中真帆は前回クリアした倒連板のイエローゾーンで脱落。第1回以来のファイナリスト0人となる。なお、今大会では梅田淳がメイン実況を務めたが、TBSアナウンサー以外が実況を担当した大会は2017年現在で今大会のみである。また、第1回以来メイン実況を務めてきた初田啓介は今大会は出演していない。
| STAGE | 実況                                  | クリア人数 | 制限時間 | 最速タイム者 | 残りタイム | 平均タイム | 備考 |
| ----- | ------------------------------------- | ---------- | -------- | ------------ | ---------- | ---------- | ---- |
| 1st   | 梅田淳（1-50番） 小笠原亘（51-100番） | 4名        | 90秒     | 三宅綾子     | 22.72秒    | 15.86秒    |      |
| 2nd   | 小笠原亘                              | 1名        | 65秒     | 田中真帆     | 3.81秒     | 3.81秒     |      |
| 3rd   | 梅田淳                                | 0名        |          |              |            |            |      |

| ゼッケン | 名前     | ステージ | エリア | 備考                        |
| -------- | -------- | -------- | ------ | --------------------------- |
| 91       | 田中真帆 | 3rd      | 倒連板 | イエローゾーン、残り4枚     |
| 92       | 西村知恵 | 2nd      | 舞乱道 | 3本目クリア後、タイムアップ |
| 100      | 三宅綾子 | 2nd      | 舞乱道 | 3本目                       |
| 80       | 小宮理英 | 2nd      | 吊梯子 | 着地失敗                    |

| ゼッケン | 名前     | 残りタイム | 備考 |
| -------- | -------- | ---------- | ---- |
| 100      | 三宅綾子 | 22.72秒    |      |
| 91       | 田中真帆 | 20.31秒    |      |
| 80       | 小宮理英 | 13.59秒    |      |

| ゼッケン | 名前     | 残りタイム | 備考 |
| -------- | -------- | ---------- | ---- |
| 91       | 田中真帆 | 3.88秒     |      |

第8回大会 KUNOICHI2009秋　合計16エリア(1st-7 2nd-6 3rd-1 FINAL-2)
2年ぶりの開催、完全制覇者の三宅が消え、女王が居ない中での戦いが繰り広げられた。1stが4人1組による勝ち抜き制の新ルールとなり、敗者復活戦も4人全員リタイアの組のみ実施。1stでは前回1st突破の田中と西村が脱落する波乱が起きた。敗者戦のルールは20秒間の高速回転後、挑戦者は目がぐるぐる回った状態で、一本橋を渡りフラッグを目指す。一番先にフラッグを取った1人を勝ち上がりとした。2ndでは、第7回までの中から選りすぐりの難所エリアを集めた通常通りのステージで構成され、第6回以来となるタイムアタック形式であった。また、今大会のみ平野義和がナレーターを担当した。
3rdでは、トランポリンを使った走り高跳びによる記録で争われるというこれまでとは全く異なる形式で行われた。2ndをクリアした5人中、先に脱落する2人が決まるまで続けられる。
小宮理英と門井佐登美が完全制覇を達成し、かつこれまでにおいてSASUKEも含め1大会で複数の完全制覇者が出た回がないため、史上初の1大会で複数の完全制覇者が誕生となった。最終競技者以外の完全制覇も史上初。なお、有松知美も制限時間内にクリアしたが、突起以外を掴んだため無念の失格。また、今大会はMonster9が制作に関わった最後の回である。
前回休演していた初田啓介がメイン実況で復帰したが、今大会をもって実況から降板した。
この大会はゼッケンがなかったため、下表は氏名のみの表記とした。
| STAGE | 実況                                  | クリア人数 | 制限時間 | 最速タイム者 | 残りタイム | 平均タイム | 備考                                 |
| ----- | ------------------------------------- | ---------- | -------- | ------------ | ---------- | ---------- | ------------------------------------ |
| 1st   | 佐藤文康（敗者復活戦も兼任） 初田啓介 | 26名       | 120秒    | 門井佐登美   | 50.34秒    |            | 敗者復活者9名を含む、35名が2nd進出。 |
| 2nd   | 佐藤文康 初田啓介                     | 5名        | 210秒    | 門井佐登美   | 76.19秒    | 37.45秒    | クリアタイム上位10名が3rd進出。      |
| 3rd   | 佐藤文康                              | 3名        |          |              |            |            |                                      |
| FINAL | 初田啓介                              | 2名        | 60秒     | 門井佐登美   | 21.44秒    | 12.58秒    |                                      |

| 名前       | ステージ | エリア           | 備考                                                   |
| ---------- | -------- | ---------------- | ------------------------------------------------------ |
| 門井佐登美 | FINAL    | 完全制覇         | 残り21.4秒                                             |
| 小宮理英   | FINAL    | 完全制覇         | 残り3.7秒                                              |
| 有松知美   | FINAL    | クライムボード   | 突起以外を掴んだため、ゴール後の審議でコースアウト失格 |
| 山田幸代   | 3rd      | フライングロール | 記録1m60cm                                             |
| 加藤有香   | 3rd      | フライングロール | 記録1m60cm                                             |
| 井上真純   | 2nd      | 舞乱道           | 3本目                                                  |
| 中尾葉     | 2nd      | 舞乱道           | 3本目                                                  |
| 岡本さやか | 2nd      | 舞乱道           | 3本目                                                  |

| 名前       | 残りタイム | 備考                           |
| ---------- | ---------- | ------------------------------ |
| 門井佐登美 | 50.34秒    | 1st STAGE 歴代最速タイム記録者 |
| 加藤有香   | 48.10秒    |                                |
| 稲田亜矢子 | 47.32秒    |                                |

| 名前       | 残りタイム | 備考                           |
| ---------- | ---------- | ------------------------------ |
| 門井佐登美 | 76.19秒    | 2nd STAGE 歴代最速タイム記録者 |
| 有松知美   | 70.45秒    |                                |
| 加藤有香   | 16.73秒    |                                |

### 第9回大会 - 第12回大会
第9回大会 KUNOICHI2017(2017年2月12日放送)　合計16エリア(RED-7 BLUE-7 FINAL-2)
およそ7年ぶりの開催。収録は、これまでの緑山スタジオに代わり、室内の幕張メッセで行われた。出場者は従来の半数の50人となった。ステージは第2回以来となる3ステージ制で、1stを「RED」、2ndを「BLUE」という表記に改め、エリア名は既存のエリアを含めほぼ全てのエリアがカタカナ表記となった。SASUKEで登場したエリアも設置され、解説に山田軍団黒虎のリーダーである山田勝己が出演した。また、垂木勉が第4回大会以来となるナレーターに復帰。更に駒田健吾も第6回大会以来となる実況に復帰し、杉山真也が実況初出演となった。
REDステージでは、完全新規エリアのフィッシュボーンが最大の難関となり猛威を振るった。20名以上がこのエリアに飲み込まれ、BLUEステージ進出者は5人に留まった。
BLUEステージでは、スパイダーウォーク、リバースコンベア、クリフハンガーといったSASUKE名物エリアが登場した中、過去の大会でも難関とされた倒連板ことスポンジブリッジで5人中4人がリタイア。初出場の泉ひかりが唯一ファイナリストとなったが、完全制覇はならず。
| STAGE | 実況     | クリア人数 | 制限時間 | 最速タイム者 | 残りタイム | 平均タイム | 備考 |
| ----- | -------- | ---------- | -------- | ------------ | ---------- | ---------- | ---- |
| RED   | 駒田健吾 | 5名        | 140秒    | 大嶋あやの   | 49.93秒    | 27.95秒    |      |
| BLUE  | 杉山真也 | 1名        |          |              |            |            |      |
| FINAL | 杉山真也 |            | 35秒     |              |            |            |      |

| ゼッケン | 名前       | ステージ | エリア           | 備考      |
| -------- | ---------- | -------- | ---------------- | --------- |
| 42       | 泉ひかり   | FINAL    | 綱登り           | 残り約2m  |
| 44       | 陳竹音     | BLUE     | スポンジブリッジ | 6 - 7枚目 |
| 45       | 大嶋あやの | BLUE     | スポンジブリッジ | 3 - 4枚目 |
| 43       | 渡辺華奈   | BLUE     | スポンジブリッジ | 2 - 3枚目 |
| 48       | 川端友紀   | BLUE     | スポンジブリッジ | 1 - 2枚目 |

| ゼッケン | 名前       | 残りタイム | 備考 |
| -------- | ---------- | ---------- | ---- |
| 45       | 大嶋あやの | 49.93秒    |      |
| 42       | 泉ひかり   | 36.22秒    |      |
| 43       | 渡辺華奈   | 23.86秒    |      |

第10回大会 KUNOICHI2017夏(2017年7月2日放送)　合計19エリア(RED-7 BLUE-5 BLACK-5 FINAL-2)
新たに3rdこと「BLACK」ステージが加わり、2大会ぶりの4ステージ制となった。
REDステージは、制限時間が30秒短縮、更にSASUKEからの逆輸入エリアであるダブルペンダラムでのリタイア者が多く、クリア者は6人。
BLUEステージでは、制限時間が設けられ第7回以来となるスピードが重視される内容となった。前回ファイナリストの泉ひかりは、RED・BLUE共に最速タイムでクリア。
新たに新設されたBLACKステージは、これまでのバランス重視に加え、新たに腕力が求められる二の腕地獄へと変貌。過去のSASUKE3rdステージで登場したエリア4つと、スポンジブリッジの計5エリアの構成となった。渡辺華奈と泉が最終エリアのパイプスライダーに到達するも、共にクリアできず、3大会ぶりにファイナリストが出ない大会となった。
| STAGE | 実況                                      | クリア人数 | 制限時間 | 最速タイム者 | 残りタイム | 平均タイム | 備考 |
| ----- | ----------------------------------------- | ---------- | -------- | ------------ | ---------- | ---------- | ---- |
| RED   | 杉山真也（40番まで） 駒田健吾（41番以降） | 6名        | 110秒    | 泉ひかり     | 19.55秒    | 7.17秒     |      |
| BLUE  | 駒田健吾                                  | 3名        | 75秒     | 泉ひかり     | 17.01秒    | 8.96秒     |      |
| BLACK | 駒田健吾                                  | 0名        |          |              |            |            |      |

| ゼッケン | 名前       | ステージ | エリア               | 備考                   |
| -------- | ---------- | -------- | -------------------- | ---------------------- |
| 50       | 泉ひかり   | BLACK    | パイプスライダー     | 着地失敗               |
| 49       | 渡辺華奈   | BLACK    | パイプスライダー     | 最終地点               |
| 40       | AYA        | BLACK    | クリフハンガー       | 1→2本目                |
| 36       | 岡部紗季子 | BLUE     | ウォールリフティング | 第3ウォール            |
| 32       | 渡邉美香   | BLUE     | リバースコンベア     |                        |
| 7        | 才木玲佳   | BLUE     | スライドウォーク     | 中間地点でタイムアップ |

| ゼッケン | 名前       | 残りタイム | 備考 |
| -------- | ---------- | ---------- | ---- |
| 50       | 泉ひかり   | 19.55秒    |      |
| 49       | 渡辺華奈   | 8.81秒     |      |
| 36       | 岡部紗季子 | 6.33秒     |      |

| ゼッケン | 名前     | 残りタイム | 備考 |
| -------- | -------- | ---------- | ---- |
| 50       | 泉ひかり | 17.01秒    |      |
| 49       | 渡辺華奈 | 9.70秒     |      |
| 40       | AYA      | 0.19秒     |      |

第11回大会 KUNOICHI2018（2018年7月1日放送）　合計19エリア(RED-7 BLUE-5 BLACK-5 FINAL-2)
前回大会と同じく4ステージ制の構成。泉ひかり、渡辺華奈が欠場となり、第10回大会の最優秀成績上位2名を欠く形での開催となった。解説にSASUKE完全制覇者の長野誠が出演した。 SASUKE選手の森本裕介、漆原裕治、竹田敏浩、松田大介、日置将士、佐藤惇、川口朋広、又地諒が客席から観覧した。
REDステージは、ダブルペンダラムに代わりドラゴングライダーが導入されSASUKE同様猛威を振るったものの、初挑戦の宮原華音がクリアした事を皮切りにクリア者が続出し、前回より4人増の10人がBLUEステージ進出となった。
BLUEステージは前回と同一の構成で制限時間が5秒延長したものの、スパイダーウォークに苦戦するメンバーが続出。そんな中、前回BLUEステージリタイアの岡部紗季子が、RED・BLUE共に最速タイムでクリア。BLACKステージ進出は4名となった。
BLACKステージは、クリフハンガーがSASUKEでも登場したプラネットブリッジに変更され、前回同様計5エリアの構成となった。岡部が女性として初めてパイプスライダーをクリアし、今大会唯一のファイナリストとなった。
ファイナルステージは、制限時間と全長15mは変わらないものの、スパイダークライムの距離が10mに延長され、綱登りが5mに短縮された。唯一の挑戦者である岡部は命綱とロープが絡んだ事によりタイムロスとなり、約2m程の距離を残しタイムアップ。今大会も完全制覇者は出なかった。
尚、この大会を以て垂木勉がナレーターを再び降板した。
| STAGE | 実況     | クリア人数 | 制限時間 | 最速タイム者 | 残りタイム | 平均タイム | 備考 |
| ----- | -------- | ---------- | -------- | ------------ | ---------- | ---------- | ---- |
| RED   | 駒田健吾 | 10名       | 110秒    | 岡部紗季子   | 29.07秒    | 18.77秒    |      |
| BLUE  | 伊藤隆佑 | 4名        | 80秒     | 岡部紗季子   | 22.18秒    |            |      |
| BLACK | 伊藤隆佑 | 1名        |          |              |            |            |      |
| FINAL | 伊藤隆佑 |            | 35秒     |              |            |            |      |

| ゼッケン | 名前       | ステージ | エリア               | 備考                          |
| -------- | ---------- | -------- | -------------------- | ----------------------------- |
| 32       | 岡部紗季子 | FINAL    | 綱登り               | 残り約2m                      |
| 47       | 大嶋あやの | BLACK    | パイプスライダー     | 着地失敗                      |
| 29       | 山本華歩   | BLACK    | パイプスライダー     | 着地失敗                      |
| 33       | 津吹アイリ | BLACK    | スポンジブリッジ     | 1 - 2枚目(板に手をついて失格) |
| 30       | 坂井絢香   | BLUE     | ウォールリフティング | 第3ウォール                   |
| 40       | 須藤美青   | BLUE     | ウォールリフティング | 第2ウォール                   |
| 49       | 渡邉美香   | BLUE     | ウォールリフティング | 第1ウォール                   |

| ゼッケン | 名前       | 残りタイム | 備考 |
| -------- | ---------- | ---------- | ---- |
| 32       | 岡部紗季子 | 29.07秒    |      |
| 29       | 山本華歩   | 27.08秒    |      |
| 47       | 大嶋あやの | 26.67秒    |      |

| ゼッケン | 名前       | 残りタイム | 備考 |
| -------- | ---------- | ---------- | ---- |
| 32       | 岡部紗季子 | 22.18秒    |      |
| 47       | 大嶋あやの | 15.17秒    |      |
| 29       | 山本華歩   | 7.12秒     |      |

第12回大会 KUNOICHI2025（2025年1月13日放送）　合計15エリア(1st-5 2nd-4 3rd-4 FINAL-2)
およそ7年ぶりの開催。開催場所は前回同様、室内の幕張メッセで行われた。復活に伴い、全ステージに新エリア追加やマイナーリニューアルが施されている。また、ステージの配色は赤青黒と前回と同様だが、表記はREDから「1st」、BLUEから「2nd」、BLACKから「3rd」と第8回以来元に戻った。実況には第7回以来となる小笠原亘と、第10回以来にしてSASUKEの現メイン実況・杉山真也が担当。
前回まで出場していた岡部や渡邉、AYAなどがKUNOICHIの舞台から去り、旧世代の現役常連は水野裕子のみ、BLACKステージ進出経験者の出場は渡辺華奈と大嶋あやのの二人だけとなった。
1stステージは、制限時間が10秒短縮された他、SASUKE第42回大会の1stステージで猛威を奮った新エリア・スクリュードライバーがKUNOICHIバージョンで登場。前回まで使用されたキャノンボールが撤去され2連そり立つ壁が最終エリアとなった。
2つの新エリアが出たが、前回までの既存エリアで脱落者が続出し、初クリアが出たのは39人目。水野裕子は2006年謹賀新年以来7大会19年ぶりのクリアを果たしたが、2nd進出者は前回より少ない6人。
2ndステージは、5連ハンマーが撤去され、スタートエリアにSASUKEから逆輸入となったローリングログが登場。エリア構成が変更となったが、水野を含め6人全員が3rd進出。
3rdステージも、フライングバーとサイドワインダーが新エリアとして追加、前回から続役となった既存エリア・スポンジブリッジを含めたリニューアルが敢行された。大嶋あやのが唯一のクリア者となり、自身初めてファイナリストとなった。FINALでも8秒97を残してクリアし、新バージョン初にして15年半振りに完全制覇を果たした。
応援ゲストとして森本裕介、川口朋広、日置将士、佐藤惇が登場。
| STAGE | 実況                                    | クリア人数 | 制限時間 | 最速タイム者 | 残りタイム | 平均タイム | 備考 |
| ----- | --------------------------------------- | ---------- | -------- | ------------ | ---------- | ---------- | ---- |
| 1st   | 杉山真也（8番まで） 小笠原亘（9番以降） | 6名        | 100秒    | 大嶋あやの   | 34.53秒    |            |      |
| 2nd   | 小笠原亘                                | 6名        | 80秒     | 大嶋あやの   | 32.44秒    |            |      |
| 3rd   | 杉山真也                                | 1名        |          |              |            |            |      |
| FINAL | 杉山真也                                | 1名        | 35秒     | 大嶋あやの   | 8.97秒     | 8.97秒     |      |

| ゼッケン | 名前       | ステージ | エリア           | 備考                                  |
| -------- | ---------- | -------- | ---------------- | ------------------------------------- |
| 49       | 大嶋あやの | FINAL    | 完全制覇         | 残り8.97秒                            |
| 47       | 森ひかる   | 3rd      | フライングバー   | 1 - 2皿目                             |
| 39       | 酒井珠希   | 3rd      | スポンジブリッジ | 6 - 7枚目（側面に足が触れたため失格） |
| 42       | 渡邊麻衣   | 3rd      | スポンジブリッジ | 5 - 6枚目                             |
| 50       | 水野裕子   | 3rd      | サイドワインダー | 1 - 2本目                             |
| 43       | 坪井保菜美 | 3rd      | サイドワインダー | 1 - 2本目                             |

## 主な出場選手

### 有力選手
これまでの大会に活躍したものを記述する。対象は、ファイナリスト、最優秀成績経験者、3rd・BLACK以降に複数回進出した者。最新の大会で活躍した者を記述する。
◎は、SASUKEにも出場経験がある選手｡ ○は応援などで出演経験がある選手。

#### 完全制覇者
第12回終了時点で6回完全制覇が達成されている。旧バージョンの完全制覇者全員や常連組の大半が引退しており、新バージョンからの制覇者は2009年以来3大会現れなかったが、第12回で大嶋が15年半振りの偉業達成を成し遂げた。
- ◎三宅綾子（出場4回 アクロバットダンサー）

史上初の完全制覇者。現時点で唯一の複数回制覇者でもある。第5回から第7回までゼッケン100を背負う、クイーン・オブ・KUNOICHI。『ミス・パーフェクト』の二つ名を持つ。初出場となる第4回でのゼッケンは58番。
類いまれな身体能力を持っている。勢いで乗り切るというよりは、慎重さが最大の武器。初出場の第4回は1stを最速タイムでクリアし、2nd・3rdも危なげなく突破してFinalでは4.1秒残しでクリアし、初出場での完全制覇を達成した。続く第5回は1st、2ndと最速タイムを出して、Finalでは7.74秒残しでクリアして2連覇を達成。第6回はFinalでは0.66秒残しでクリアして3連覇を達成した。第7回は1stを最速タイムでクリアするも、2ndのラストエリアである舞乱道の鉄パイプでバランスを崩しリタイア。4連覇達成はならず、その大会が最後の出場となった。過去、ファイナルステージに進出した回は全てクリアしており、ファイナルステージ成功率100％でもある。
- ◎小宮理英（出場5回 タレント、元ワンギャル）

史上2人目の完全制覇者。第4回に初出場し3rd倒連板でリタイア（ゼッケン70）。第5回は71人目の挑戦者までクリア者0人の中、同大会初めての1stクリア者となり、2nd、3rdも突破するも、Final天空棒でタイムアップ（ゼッケン72）。第6回は1st飛翔柱でリタイア（ゼッケン57？）。第7回は79人目までクリア者0人という状況で、同大会初めての1stクリア者となるも、2ndに新設された吊梯子の着地に失敗し落下（ゼッケン80）。第8回は、1stを危なげなく突破して2ndの舞踏石でバランスを崩す場面もあったが、他のエリアを完璧に退け、2ndを突破。3rdフライングロールでは完璧な跳躍を見せ、ファイナリストに。Finalでもクリアし、初出場から5年目で悲願の完全制覇を果たした。
SASUKEでも出場、最高到達点は2009年秋の第23回・『ハーフパイプアタック』、最後の出場は2011年10月の第27回・『ローリングエスカルゴ』まで。
- ◎門井佐登美（出場1回 体操のお姉さん、アクロバットパフォーマー）

史上3人目の完全制覇者。第8回初出場。1st、2ndと最速タイム（1st:1.09.66、2nd:2.13.81）でクリアし、3rdフライングロールでは完璧な跳躍を見せ、ファイナリストに。Finalでは、圧倒的なスピードで21.4秒残しでクリアして史上2人目の初出場での完全制覇を達成した。2年後、SASUKE第27回にも参戦したが、女性攻略者ゼロの難関『ハーフパイプアタック』でリタイア。
- ◎大嶋あやの（出場4回 東京シティ信用金庫職員 → キッズパーソナルトレーナー）

史上4人目の完全制覇者。第9回初出場。2017年からの新バーションで連続出場している新世代常連メンバー。
本家SASUKEにも8度の出場経験があり、第40回大会では1stステージもクリアした実力者である。第9回ではREDステージを49.93秒残しという最速タイムでクリアするも、BLUEステージのスポンジブリッジでリタイア（ゼッケン45）。第10回は完全制覇候補の一角として出場するも、REDステージのダブルペンダラムで2本目のバーを掴めずまさかのリタイア（ゼッケン48）。第11回は自身がボルタリングで師事するSASUKEファイナリスト川口朋広のセコンドを受けながら危なげなくRED、BLUEステージを突破。BLACKステージの最終エリアであるパイプスライダーまで到達したが、着地の際にバランスを崩し落下（ゼッケン47）。第12回では3rdステージをただ1人突破し自身初のFINALへ進出。FINALも8.97秒残しでクリアし、史上4人目・新バージョン初の完全制覇を達成した(ゼッケン49)。

#### その他の有力選手
- ◎山田海蜂（出場3回 元新体操選手（バルセロナ、アトランタオリンピック日本代表））

第1回1stクリア者の2人のうちの1人で2nd大跳躍でのリタイア（ゼッケン81）。第2回は1st円柱乗でリタイア（ゼッケン100）。第4回は1stを突破。さらに2nd大跳躍をリベンジして2ndも初のクリアしたものの、3rd倒連板でリタイア（ゼッケン90）。
- ◎遊佐雅美（出場5回 ビーチフラッグス元世界チャンピオン）

第1回から第5回まで全大会出場。第1回は、1stクリア者の2人のうちの1人となり、続く2ndでは大跳躍でリタイア（ゼッケン100）。続く第2回も大跳躍でのリタイア（ゼッケン96）。第3回は舞踊石（ゼッケン98）、第4回は風車渡（ゼッケン71）、第5回も風車渡（ゼッケン不明）でそれぞれ1stリタイア。
- ◎水野裕子（出場10回 + W杯2024 タレント、元祖筋肉アイドル）

第2、3回ファイナリストにして、現在出場している中で旧世代唯一の常連メンバー。第2回は初出場ながら1st、2ndを最速タイムで突破し、天空道の円柱部分で落下（ゼッケン81）。第3回は1st、2ndで最速タイムクリア者になるも、完全制覇までわずか0.2秒及ばず（ゼッケン100）。完全制覇の最有力候補と呼ばれ臨んだ第4回は1stスタートエリア舞踊石でリタイア（ゼッケン100）。第5回では1stを問題なく突破。続く2ndでもクリアするも、3rdの倒連板の終盤で落下（ゼッケン91）。第6回は1st不安道でリタイア（ゼッケン97）。第7回はリニューアルされた1st八艘跳でトランポリンを踏み外して無念の転落でリタイア（ゼッケン98）。30代を迎え2大会ぶり出場となった第9回は、REDステージ・フィッシュボーンでリタイア（ゼッケン50）。第10回はREDステージ・ダブルペンダラムでバーを握り直し損ねてリタイア（ゼッケン21）。第11回はREDステージ・ドラゴングライダーでバーに届かずリタイア（ゼッケン21）。KUNOICHI初期から現在まで出場を続けており、新進の選手の応援にも精力的な姿を見せている。
2024年には19年振りにSASUKEの本戦とワールドカップに出場。40代になり長年のブランクを経ても尚活躍を続けている。第12回にも出場し、第5回以来19年ぶりとなる1stステージクリア。続く2ndステージもクリアし、3rdではサイドワインダーまで到達した（ゼッケン50）
- 渡辺和江（出場3回 日体大陸上部卒業）

第2回初出場。初出場ながら1st、2ndを突破し、Final天空道でリタイア（ゼッケン89）。第3回（ゼッケン85）、第4回（ゼッケン50）は3rdの倒連板に2度阻まれるが、安定感のよさは随一だった。
- ◎渡邊美香（旧姓・泉）（出場5回 ジャズダンスインストラクター→専業主婦→デイサービスインストラクター（正和クラブ駒沢公園））

第3回初出場。水野裕子とは良きライバルであり、彼女と同様にKUNOICHI初期から現在まで出場を続けている数少ないベテラン選手である。第3回は初出場ながら1st、2ndを突破し、同大会初の3rdクリア者になるもFinal天空棒でタイムアップ（ゼッケン92）。第4回では2nd三連跳で転落してリタイア（ゼッケン99）。結婚し2児の母となって初の出場となった第9回は、REDステージ・キャノンボールでタイムアップ（ゼッケン39）。第10回はREDステージを4.09秒残しでクリアするも、BLUEステージ・リバースコンベアでタイムアップ（ゼッケン32）。第11回もREDステージをクリア、しかしBLUEステージでは前回力尽きたリバースコンベアを何とか突破したものの、スパイダーウォークや5連ハンマーでのタイムロスが響きウォールリフティング第1ウォールでタイムアップ（ゼッケン49）。
- ◎西村知恵（出場6回　史上最強の主婦、SASUKE初の女性クリア者、元スタントマン）

第3回初出場。史上初のSASUKE女性1stクリア者として参加した。同大会では1st・2ndとクリアするも、3rd二連棒でコースアウト（ゼッケン71）。第4回は八艘跳（ゼッケン91）、第5回は斜面走（ゼッケン98）、第6回は円柱乗（ゼッケン31）でそれぞれ1stリタイア。第7回は久々に1stをクリアしたが、2ndでタイムアップになった（ゼッケン92）。第8回では、1stで先頭争いをしていたが、ブラン跳で着地に失敗してリタイア。
- 半澤友美（出場2回 アクロバットダンスチーム）

第3回初出場。初出場ながら1st、2ndを突破し、当時のKUNOICHI史上最年長ファイナリストになっている。Finalでは天空棒でタイムアップ（ゼッケン95）。第4回では1stで1人目のクリアを期待されていたが脱出縄にてボタンを押す直前でタイムアップ（ゼッケン47）。
- 浅見清香（出場3回 マッスルミュージカル女性リーダー、元ジャズダンスインストラクター）

第3回初出場。第3～5回に連続3rd進出しているが、すべて倒連板のレッドゾーン2枚目（30枚目）に足をつけた瞬間落下を強いられている。ゼッケンも大きい番号を維持していた（第3回ゼッケン78、第4回ゼッケン95、第5回ゼッケン95）。
- ◎田中真帆（出場4回 プロスノーボーダー、プロウェイクボーダー）

KUNOICHIでは類まれなバランス能力を発揮している。初出場の第4回では八艘跳でリタイア（ゼッケン94？、ダイジェスト）、第6回では1st、2ndを突破して初挑戦の3rdでバランスを崩しながらも、高速で倒連板と天秤橋をクリアしファイナリストになった（ゼッケン81）。第7回は唯一の3rd挑戦者となったが倒連板のラスト4枚で脱落。今大会の最優秀成績者となった（ゼッケン91）。第8回は1stクリア目前まで迫ったが、吊天棒で時間をかけたことが影響して、先着2人の中に入れず脱落。
- ◎有松知美（出場1回 マッスルミュージカル）

第8回初出場。同大会では1stを危なげなく突破。2nd舞踊石では驚異のスピードを見せてそのままクリアし、3rdフライングロールでは完璧な跳躍を見せ、ファイナリストとなる。FINALでは制限時間内に頂上へ到達するもクライムボードで突起以外の所をつかんでしまい、痛恨の失格となった。
- 岡部紗季子（出場3回 元体操日本代表(2大会連続ユニバーシアード)）

第9回初出場。同大会ではREDステージのそり立つ壁でタイムアップ（ゼッケン25）。第10回はREDステージを6.33秒残しでクリアするも、BLUEステージではリバースコンベアに時間を要しウォールリフティング3枚目の壁でタイムアップ（ゼッケン36）。第11回は大山峻護の下でサーキットトレーニングやパルクールで鍛錬を積み持久力、筋力強化を行って挑戦。その成果を存分に発揮しRED・BLUE共に最速タイムで突破。続くBLACKステージでは女性として初めてパイプスライダーをクリアし、FINALに進出。FINALでは現役体操選手時代に何度も行ってきた綱登りの経験から自信を覗かせての挑戦であったが、綱登りの際にロープと命綱が絡まりタイムロスとなり、綱登り残り約2mの所でタイムアップ（ゼッケン32）。
- 泉ひかり（出場2回 パルクール女子大生）

第9回初出場。同大会では41人目の挑戦者までクリア者0人の中、初のREDステージクリア者となる。BLUEステージではREDクリア者で唯一スポンジブリッジを突破して、唯一のファイナリストとなる。FINALでは左右はしごで苦戦しタイムロスした事が影響し、綱登り残り約2mの所でタイムアップ（ゼッケン42）。第10回大会は自身の1st挑戦直前に親交のある大嶋あやののリタイアを目の当たりにし、最終出番となったプレッシャーもあり涙ぐむ姿を見せるも、REDステージを19.55秒残しの最速タイムでクリア。続くBLUEステージではスライドウォークで滑ったままジャンプして突起物を超えるパフォーマンスを見せて、またも17.01秒残しの最速タイムでクリア。そして新設されたBLACKステージではパイプスライダーの最終地点まで到達するも、ゴール地点に着地出来ず落下。2大会連続のFINAL進出とはならなかったものの、今大会も最優秀成績者となった（ゼッケン50）。第11回は留学先の大学卒業を間近に控え多忙を極めていた事により欠場。
- ◎渡辺華奈（出場3回 実業団柔道家(元全日本指定強化選手)→総合格闘家）

第9回初出場。柔道で培った恵まれた体格と、REDステージのキャノンボールを圧倒的スピードでねじ伏せるパワーに加え、バランスと跳躍力も兼ね備えている。同大会ではREDステージを23.86秒残しでクリアするも、BLUEステージのスポンジブリッジでリタイア（ゼッケン43）。第10回はREDステージを泉に次ぐ最速2番目のタイムでクリアし、BLUEステージでは自慢のパワーを活かしてウォールリフティングを最上部まで持ち上げるパフォーマンスを見せ危なげなくクリア。新設されたBLACKステージでは前回リタイアしたスポンジブリッジをクリアするも、パイプスライダーの移動中に落下（ゼッケン49）。第11回は総合格闘技の試合を直前に控えていた事により欠場。第12回で再登場。8年振りの挑戦となったが、1stステージのドラゴングライダーでリタイア（ゼッケン45）。

### その他の出場選手
ここでは、出場回数や成績に関わらず、様々な面で会場を沸かせた人物を挙げていく。最速タイム経験者、1度だけ3rd以降進出など良い成績のある挑戦者もいる。原則として初出場の早い者から記述する。

#### 1st・RED STAGEクリア経験のある選手
- 森洋子（出場5回 元C.C.ガールズ）

第1回初出場。同大会では1st最終エリア忍梯子でタイムアップ（ゼッケン71）。第2回も1st最終エリア脱出棒でタイムアップ（ゼッケン91）。第3回は初めて1stをクリアし、3rd倒連板でリタイア（ゼッケン81）。第6回は1st飛翔柱でリタイア（ゼッケン52）。第7回は段違棒でリタイア（ゼッケン82）。
- 杉山真穂（出場2回 早稲田大学バレーボール部）

第2回初出場。同大会では1st風車渡でリタイア（ゼッケン不明、ダイジェスト）。1stをクリアしたものの、2ndでは突然大雨が降ったために浮遊島の3つ目のところでタイムアップ。それと同時に着水した後は着衣水泳を行う準備をし、池に潜って平泳ぎを行った（ゼッケン13）。第4回は八艘跳でリタイア（ゼッケン18、OPにて）。
- 吉浜愛梨（出場2回 日本体育大学体操競技部出身）

第2回初出場。同大会では1stスタートエリア舞踊石でリタイア（ゼッケン10、ダイジェスト）。第3回は1stを15.23秒残しで突破して続く2ndもクリアするも、3rd倒連板でリタイア（ゼッケン70）。
- 中西百重（出場1回 プロレス第54代WWWA世界王者）

第3回初出場。1stを13.58秒残しで突破し、第3回大会最初の1stクリア者になる。2ndもクリアするも、3rd倒連板でリタイア（ゼッケン5）。
- 東玲奈（出場6回 野球少女）

第3回に当時10歳（小学5年）で初出場。同大会では1st斜面走でリタイア（ゼッケン9）。第4回は風車渡でリタイア（ゼッケン53）。第5回は八艘跳でリタイア（ゼッケン70）。第6回に史上最年少記録タイとなる13歳で1stをクリアし、2ndもクリアタイム6位で突破して、3rdへ進出。SASUKE・KUNOICHI通じて平成生まれの3rd進出者第1号となった。3rdでは剣山道の1本目でリタイア（ゼッケン不明）。第7回は1st八艘跳でリタイア（ゼッケン52）。なお、第4回から第7回までは後述の母親・裕子とともに親子で出場していた。第8回は1stブラン跳で着地に失敗。
- 鈴木咲（出場2回 山形県ジュニアアルペンスキー大会優勝）

第3回初出場。同大会では1stを11.91秒残しで当時史上最年少記録となる13歳で1stをクリアするも、2nd回転筒でリタイア（ゼッケン75）。第4回は1st八艘跳でリタイア（ゼッケン不明、ダイジェスト）。
- RUO（出場1回 ダブルダッチ'96アメリカ大会優勝）

第3回初出場。同大会では1stを11.61秒残しで突破して続く2ndもクリアするも、3rd二連棒でコースアウト（ゼッケン84）。第4回はリタイア（ゼッケン不明）。
- 渡辺奈緒（出場1回 ラクロス日本代表）

第3回初出場。同大会では1stをクリアし、2ndを11.34秒残しの2nd最速タイムで突破するも、続く3rdは倒連板でリタイア（ゼッケン97）。なお、1st・2ndはダイジェスト扱いだった。
- ○吉田沙保里（出場1回 アテネ五輪・レスリング55kg級金メダリスト）

第4回初出場。同大会では1stを18.26秒残しでクリア。続く2ndでも突破するも、3rdでは倒連板でリタイア（ゼッケン81）。
- 今村ゆり子（出場1回 日本No.1アクロバットダンサー）

第5回初出場。同大会では当時38歳で2ndをクリアし、史上最年長2ndクリア者となるも、3rd倒連板でリタイア（ゼッケン83）。
- ◎稲田亜矢子（出場3回 シドニー五輪新体操日本代表）

第5回初出場。同大会では1st斜面走で先へ進むことが出来ずにタイムアップ（ゼッケン92）。第6回は飛翔柱で着水してリタイア（ゼッケン70）。第8回は1stクリアタイム3位で1stを初めてクリア。続く2ndでは倒連板で体の柔らかさを生かして驚異の粘りを見せるも耐え切れずにリタイア。
- 岡本さやか（出場3回 ガソリンスタンドアルバイト）

SASUKEオールスターズ・山本進悟と同じガソリンスタンド（長谷川サービスステーション）でアルバイトをしている。第6回初出場、1stをクリアし2nd舞乱道の3本目でリタイア（ゼッケン不明）。第7回は1st段違棒でリタイア（ゼッケン61）。第8回は再び2nd舞乱道でリタイアし、3rd進出はならなかった。
- 岩井智香（出場1回 アルバイト）

第6回初出場。同大会では1stを13.58秒残しで突破。続く2ndでは最速タイムを出して突破し、2ndクリアタイム1位で3rdへ進出するも、3rd倒連板でリタイア（ゼッケン88）。なお、1st・3rdはダイジェスト扱いだった。
- エリン・ジェシカ・ドルティ（出場1回 パーソナルトレーナー）

第6回初出場。同大会では1stを15.17秒残しの1st最速タイムで突破し、同大会多数参戦した外国勢で唯一の1stクリア者となる。続く2ndもクリアするも、3rd剣山道でリタイア（ゼッケン96）。
- 北川成美（出場3回 プロサーファー）

第6回初出場。同大会では当時41歳で1stをクリアし、史上最年長1stクリア者となるも、2nd大跳躍にて靴が脱げてしまい、2ndクリアタイムが6位以内に入らず脱落（ゼッケン68）。第7回は1st不安道で3番目の空白の縁を剥がしながらリタイア（ゼッケン77）。第8回は不安走でリタイア。
- 前田瑞帆（出場1回 体育家庭教師）

第6回初出場。同大会では1stを10.43秒残しで突破。続く2ndでは、2ndクリアタイム3位で突破して3rdへ進出するも、3rd天秤橋でリタイア（ゼッケン75?）。
- 松本美佳里（出場1回 元女子サッカーU12東京選抜）

第6回初出場。同大会では1stを2.3秒残しで突破。続く2ndでもクリアするも、2ndクリアタイムが6位以内に入らず脱落（ゼッケン80）。なお、1stはダイジェスト扱いだった。
- 吉田友子（出場1回 2006ダブルダッチコンテスト優勝）

第6回初出場。1stを14.22秒残しでクリアし、第6回大会最初の1stクリア者になる。続く2ndでは大跳躍でリタイア（ゼッケン32）。
- 〇長野阿沙美（出場1回　SASUKEオールスターズ長野誠の妻）

第8回初出場。同大会では1stステージでは消耗壁でタイムアップしたが、敗者復活戦に勝利し2ndに進出。2ndでは円柱乗でリタイア。
- 加藤有香（出場1回 ホッケー3年連続日本リーグ優勝）

第8回初出場。1stクリアタイム3位で1stを突破。続く2ndもクリアするも、3rdフライングロールで1.8ｍを跳び越えることができずに脱落。
- ◎山田幸代（出場1回 プロラクロス選手）

第8回初出場。1stの第1組で1位抜けして、第8回大会最初の1stクリア者になる。2ndでは初めて舞乱道を突破して、2ndでも最初のクリア者となるも、3rdフライングロールで1.8ｍを跳び越えることができず脱落。
- ◎才木玲佳（出場4回 元筋肉アイドル・プロレスラー）

第9回初出場。同大会ではREDステージ・フィッシュボーンでリタイア（ゼッケン12）。第10回は出場者で初めてダブルペンダラムを突破。0.80秒残しとギリギリながらもREDステージをクリアし、同大会では初めてのREDステージクリア者となる。続くBLUEステージでスライドウォークの突起物を超えることが出来ず、同エリアでタイムアップ（ゼッケン7）。第11回はREDステージを25.34秒残しという好タイムでクリアし、BLUEステージでは前回沈んだスライドウォークを難なく突破するも、スパイダーウォークで安定した体勢を取れず、後半で足を滑らせ落下（ゼッケン48）。第12回ではドラゴングライダーでバーを掴めずリタイア（ゼッケン15）
- 坂井絢香（出場3回 ポールダンサー）

第9回初出場。同大会はREDステージ・キャノンボールのゴール目前でタイムアップ（ゼッケン34）。第10回ではダブルペンダラムのバーを掴めずリタイア（ゼッケン39）。第11回では悲願の初REDステージクリアとなるも、BLUEステージでは各所での細かいタイムロスが響きウォールリフティング第3ウォールでタイムアップ（ゼッケン30）。
- 〇朝比奈彩（出場3回 陸上兵庫県ベスト8・奇跡の9頭身モデル）

第9回初出場。同大会ではREDステージ・フィッシュボーンでリタイア（ゼッケン38）。第10回もフィッシュボーンの対岸目前でリタイアしリベンジを果たせなかった（ゼッケン35）。第11回はSASUKE完全制覇者森本裕介と、自宅にSASUKEセットを所有する松田大介の指導とアドバイス､そして金曜ドラマ｢チア☆ダン｣の共演者のセコンドを受けて､鬼門であったフィッシュボーンを突破し、19.75秒残しでREDステージ悲願の初クリアを果たして、石井達の前で歓喜の涙を流した。続くBLUEステージでは長身が仇となり、スパイダーウォークの後半で力尽きリタイア（ゼッケン43）。
- 坪井保菜美（出場3回 北京五輪新体操日本代表）

第9回初出場。同大会ではREDステージ・フィッシュボーンでリタイア（ゼッケン49）。第11回では初めてドラゴングライダーを攻略したが､キャノンボールで靴が脱げた拍子にバランスを崩してボールを離してしまいタイムアップ（ゼッケン17）。第12回ではローリングヒルの上りで丸太が回転するもリカバリーし、10.5秒残しで初めて1stステージをクリア。2ndステージはリバースコンベアに苦戦するも残り1.7秒で突破した。3rdステージはサイドワインダーの1本目から2本目の飛び移りで落下しリタイア（ダイジェスト、ゼッケン43）。
- 陳竹音（出場1回 スタントウーマン）

第9回初出場。台湾で活躍するスタントウーマンであり、SASUKE第24回大会ファイナリストのリー・エンチとも親交がある。同大会はREDステージを13.30秒残してクリアするも、BLUEステージのスポンジブリッジの6枚目でリタイア（ゼッケン44、ダイジェスト及び自身がYouTubeで公開した動画(REDステージのみ)）。
- 川端友紀（出場1回 川端慎吾の妹・女子プロ野球選手）

第9回初出場。同大会はREDステージを16.42秒残してクリアするも、BLUEステージのスポンジブリッジの2枚目でリタイア（ゼッケン48）。
- AYA（出場2回 クロスフィットトレーナー）

第10回初出場。同大会ではREDステージを3.45秒残しで突破し、BLUEステージでは0.19秒残しで突破してBLUEステージ最初のクリア者となる。続くBLACKステージではクリフハンガーでリタイア（ゼッケン40）。最終出番での登場となった第11回は、REDステージのフィッシュボーンでまさかのリタイアを喫した（ゼッケン50）。
- 須藤美青（出場2回 スラックラインプロライダー（2017女子世界ランキング1位））

第10回初出場。同大会はREDステージ・ダブルペンダラムでバーに届かずリタイア（ゼッケン46、ダイジェスト）。高校を卒業した第11回では、REDステージを最年少でクリアするも､BLUEステージでは5連ハンマーで挟まれて苦戦しウォールリフティング第2ウォールでタイムアップ（ゼッケン40）。
- ◎宮原華音（出場1回 「仮面ライダーアマゾンズ」女優）

第11回初出場。同大会では15.03秒残しでREDステージをクリアして同大会では初めてのREDステージクリア者となる。続くBLUEステージではスライドウォークの突起物に苦戦して長時間を要し、5連ハンマーを渡り切った所でタイムアップ（ゼッケン25）。
- 山本華歩（出場1回 日本人初の女性パルクール指導員）

第11回初出場。同大会では同僚でSASUKE新世代の実力者・佐藤惇のアドバイスを受けながらREDステージを危なげなく突破し、BLUEステージでは7.12秒残しで突破してBLUEステージ最初のクリア者となる。続くBLACKステージではパイプスライダーで着地に失敗しリタイア（ゼッケン29）。
- 津吹アイリ（出場1回 陸上・七種競技へプタスロン選手）

第11回初出場。同大会ではREDステージを11.57秒を残し、続くBLUEステージを残り1.51秒で突破。続くBLACKステージではスポンジブリッジ2枚目を渡る途中で足が開き､渡る際に手が板についてしまい失格（ゼッケン33）。
- 酒井珠希（出場1回 パルクール高校生）

第12回初出場。パルクールの指導を受ける佐藤惇のアドバイスを受けながら1stステージを14.7秒残しでクリアし、38人連続でリタイアとなっていた中で最初のクリア者となった。2ndステージも14.7秒残しでクリア。3rdステージはスポンジブリッジの6枚目から7枚目へを渡る途中でスポンジの間隔が開いてしまい、スポンジの側面に足が触れたため失格（ゼッケン39）。
- ◎渡邊麻衣（出場1回 サムライ・ロック・オーケストラ）

第12回初出場。1stステージを21.1秒残しで突破し、2ndステージも突破（ダイジェスト）。3rdステージはスポンジブリッジの5枚目から6枚目への移行でバランスを崩しリタイア（ゼッケン42）。
- 森ひかる（出場1回  パリ五輪トランポリン日本代表）

第12回初出場。1stステージは8.2秒残しでクリアし、2ndステージも10.3秒残しでクリア。3rdステージはサイドワインダーの4本目で落下しかけるも突破し、フライングバーまで到達するも、1皿目から2皿目への移行に失敗しリタイア（ゼッケン47）。

#### その他の出場選手
- ◎川本裕子（出場5回 サンバダンサー）

第1回から第5回まで全大会出場。競技中にも時折サンバの動きを見せていた。第1回初出場。同大会では全カット。第2回は1st風車渡でリタイア（ゼッケン33）。第3回は円柱乗で円柱が先に転がってしまい、リタイア（ゼッケン不明）。第4回は1stスタートエリア舞踊石でリタイア（ゼッケン15）。第5回は円柱乗でリタイア（ゼッケン15）。
- 佐竹ひろみ（出場7回 女子相撲）

第1回から第4回まで全大会出場。第1回初出場。同大会では1stスタートエリア舞踊石でリタイア（ゼッケン20）。第2回も舞踊石でリタイア（ゼッケン20）。第3回も舞踊石でリタイア（ゼッケン51）。第4回も舞踊石でリタイア（ゼッケン51）。第6回は浮遊走でリタイア（ゼッケン34）。第7回は飛石走でリタイア（ゼッケン21）。第8回は不安走でリタイア（ダイジェスト）。出場した全大会で1stスタートエリアリタイアとなっている。
- 廣田麻里衣（出場1回 トランポリン少女）

第2回初出場。現在に至るまで、史上最年少出場者である（当時9歳）。同大会では1stスタートエリア舞踊石でリタイア（ゼッケン31）。
- 渡辺久江（出場5回 総合格闘家）

第2回初出場。同大会では1st風車渡で風車から滑落して、リタイア（ゼッケン21）。第3回は八艘跳でリタイア（ゼッケン34？、ダイジェスト）。第4回は風車渡でリタイア（ゼッケン不明、ダイジェスト）。第5回は円柱乗でリタイア（ゼッケン94、ダイジェスト）。第8回は吊天棒でリタイア。なお、第2回と第5回のみ本名の「渡邊久江」で出場。
- 立野敏子（出場2回 日米親善トライアスロン大会 3位、鉄人主婦）

第3回初出場。同大会では1stスタートエリア舞踊石でリタイア（ゼッケン82、ダイジェスト）。第5回も舞踊石でリタイア（ゼッケン10）。なお、第5回時55歳での出場は現在に至るまで、史上最年長出場者である。
- 羽賀佳代（出場5回 ダンサー、元東京ディズニーランドダンサー）

第3回は1stクリア直前で脱出縄にてタイムアップ（ゼッケン61）。第4回（ゼッケン14）・第5回（ゼッケン31）第6回（ゼッケン不明）も脱出縄でタイムアップ。第7回は段違棒でリタイア（ゼッケン30）。なお、第7回の実況で過去4回タイムアップと言っていた。
- 東裕子（出場3回 東玲奈の母）

第3回に娘・玲奈の応援に来ていた。初出場の第4回では不安道で驚異的な粘りを見せたが、円柱乗の対岸手前で落水（ゼッケン52）。第5回では舞踊石の終盤でリタイア（ゼッケン69）。第6回では円柱乗の序盤で落水（ゼッケン50？）。第7回では同大会そして自身初の円柱乗のクリア者となったが、八艘跳の挑戦目前でタイムアップ（ゼッケン51）。第8回は再び玲奈の応援に来ていた。
- ◎RENA（出場3回 シュートボクシング世界女子フライ級王者）

第8回初出場。同大会ではブラン跳でリタイア。第9回では、REDステージ・フィッシュボーンでリタイア（ゼッケン47）。第10回では、シェイキングブリッジで、コース左側の黒いマットに落ちてしまい失格（ゼッケン11）。
- 六角彩子（出場3回 元女子野球日本代表）

第9回初出場。同大会ではREDステージ・フィッシュボーン終盤でリタイア（ゼッケン10）。第10回ではダブルペンダラムでバーに届かずリタイア（ゼッケン42）。第11回ではドラゴングライダーを滑降中にバーを離してリタイア（ゼッケン26）。
- ◎岡戸日向葵（出場4回 中学生エアリアルパフォーマー→エアリアル女子高生→エアリアルパフォーマー）

第9回初出場。大会最年少である14歳で臨んだ同大会ではREDステージ・ローリングヒルの下りで滑落（ゼッケン15）。第10回ではフィッシュボーンの終盤でリタイア（ゼッケン27、ダイジェスト）。高校生になった第11回では全カット（ゼッケン5）。第12回ではローリングヒルの上りで滑落（ゼッケン23、ダイジェスト）。
- ◯高橋ユウ（出場3回 モデル）

第9回初出場。同大会ではREDステージを一人実況しながらエリアを攻略していたが､フィッシュボーンでリタイア（ゼッケン18）。第10回では､ローリングヒルの上りでいきなり滑落し悔しさのあまり号泣する姿を見せた（ゼッケン20）｡第11回では遂にフィッシュボーンを攻略したが､その次のドラゴングライダーで滑降中にバーを離してリタイア（ゼッケン16）。
- 田岡なつみ（出場3回 プロサーファー）

第9回初出場。同大会ではREDステージ・ローリングヒルの下りでバランスを崩して丸太が回転するも即座に対岸へ着地しリカバリーしたが、フィッシュボーンでリタイア（ゼッケン19）。第10回ではダブルペンダラムのバーに届かずリタイア（ゼッケン19）。第11回ではドラゴングライダーでバーを掴めずリタイア（ゼッケン6）。
- 片岡安祐美（出場3回 茨城ゴールデンゴールズ選手兼任監督）

第9回初出場。同大会ではREDステージで初めてジャンプハングを突破したが反り立つ壁を登りきったところでタイムアップ（ゼッケン23）。第10回では､ダブルペンダラムでバーに右手が届いたが掴めずリタイア（ゼッケン22）。第11回ではフィッシュボーンでリタイア（ゼッケン31）。
- ◎KAREN（出場1回 CYBERJAPAN DANCERS）

第11回初出場。同大会では本家SASUKE同様応援に駆け付けたメンバーとのゴーゴーダンスを披露した後にREDステージに挑戦。慎重にエリアを進み警告音の中､ドラゴングライダーで対岸に弾かれてリタイア（ゼッケン7）。
- ◎松田夏藍（出場1回 利根商業高校3年・家にSASUKE19エリアがある女子高生）

自宅に特製のSASUKEのセットを19エリアを作った松田大介の長女で､自身も父のSASUKEセット作りの手伝いやトレーニングを積んでいる。第11回初出場。同大会では､REDステージを父・大介のセコンドを受けながら挑戦したが、ドラゴングライダーでバーに右手が届いたが掴めずリタイア（ゼッケン27）。
- ◎HARUKA（出場1回 CYBERJAPAN DANCERS）

第12回初出場。同大会ではドラゴングライダーでリタイア（ゼッケン14）。
- 日置心結菜（出場1回 中学1年・SASUKE新世代日置将士の長女）

第12回初出場。同大会ではフィッシュボーンでリタイア（ゼッケン22）。
- ギャビー（出場1回 ファッションモデル）

第12回初出場。同大会では最初に2連そり立つ壁を突破するもタイムアップ（ゼッケン36）。
- 金城梨沙子（出場1回 レスリング リオ・東京金メダリスト）

第12回初出場。同大会ではドラゴングライダーで着地に失敗しリタイア（ゼッケン48）。

## 選手以外の出演者

### 実況経験アナウンサー
梅田以外はTBSアナウンサー（当時）。有馬と梅田以外はSASUKEでも実況経験があり、初田、駒田、杉山は両番組でメイン実況の経験がある。
| 大会   | メイン   | サブ              |
| ------ | -------- | ----------------- |
| 第1回  | 初田啓介 | -                 |
| 第2回  | 初田啓介 | -                 |
| 第3回  | 初田啓介 | 有馬隼人          |
| 第4回  | 初田啓介 | 小笠原亘          |
| 第5回  | 初田啓介 | 駒田健吾          |
| 第6回  | 初田啓介 | 小笠原亘 駒田健吾 |
| 第7回  | 梅田淳   | 小笠原亘          |
| 第8回  | 初田啓介 | 佐藤文康          |
| 第9回  | 杉山真也 | 駒田健吾          |
| 第10回 | 駒田健吾 | 杉山真也          |
| 第11回 | 伊藤隆佑 | 駒田健吾          |
| 第12回 | 杉山真也 | 小笠原亘          |

### ナレーション
| 大会                 | ナレーター |
| -------------------- | ---------- |
| 第1 - 4回 第9 - 11回 | 垂木勉     |
| 第5回                | 多比良健   |
| 第6、7回             | 小林清志   |
| 第8回                | 平野義和   |
| 第12回               | 服部潤     |

### スタジオパート出演者
- 第1回（筋肉番付スペシャル）
  - 古舘伊知郎
  - 中山エミリ
  - 峰竜太
- 第2回（体育王国スペシャル）
  - 古舘伊知郎
  - 村上里佳子
  - 平山あや[注釈 23]
  - 賀集利樹[注釈 24]
  - 永井大
  - ゴリ（ガレッジセール）
  - 川田広樹（ガレッジセール）

### リポーター
- 賀集利樹（俳優、第2回）
- 志賀大士（元TBSアナウンサー、第2回）
- 安東弘樹（フリーアナウンサー、第2-3回）
- 竹内香苗（フリーアナウンサー、第3回）
- 川田亜子（TBSアナウンサー、第4回[注釈 25]）
- 中澤麗華（フリーアナウンサー、第4回）
- 小笠原亘（TBSアナウンサー、第4-5回[注釈 26]）
- 広澤草　（タレント、第5回）
- 崎山一葉（タレント、第7-8回[注釈 27]）
- 片岡由衣（TBSアナウンサー、第9回）
- 常世晶子（フリーアナウンサー、第9-10回）
- 出水麻衣（TBSアナウンサー、第8回、第11回[注釈 28]）
- 皆川玲奈（TBSアナウンサー、第10回）
- 宇垣美里（TBSアナウンサー、第11回）
- 篠原梨菜（TBSアナウンサー、第12回）

### 解説者
- 山田勝己（第9回-10回）
- 長野誠（第11回[5]）

## 最新の障害物
「KUNOICHI2025」バージョンでは全15エリア。ステージのカッコ内は背景色を、エリアのカッコ内は使用されていた回を指す。

### 1st STAGE【赤】
制限時間: 100秒
1.ローリングヒル（第9回 - ）
SASUKEにも存在するエリア。坂状に配置された回転する5本のローラーに飛びついて登った後、同じく回転するローラーが5本設置された坂を下って対岸に着地する。尚、SASUKEよりも上り・下り両方の対岸とローラーの間隔が狭くなっている。回転を避けるため慎重に行く挑戦者が多いが、ここで時間を大量に消費してしまうとステージクリアは絶望的となる。
2.スクリュードライバー（第12回 - ）
SASUKE2024で導入された新エリアのKUNOICHIバージョン。エリア入口のボタンを押すと横T字型の棒の回転がスタート。奥に行ってしまう前に、平地の足場を一直線に走り、直径50cm、横長さ1.6mの回転する棒に飛びつく、スピードと跳躍力、パワーが求められる。SASUKEと同じく、回転は一度のみ。他にSASUKEのものと異なる点として、棒の初期位置が足場の終点と同じである。
尚、棒の回転スピードはSASUKEの男性用と同様のスピードに設定されている。
3.フィッシュボーン（第9回 - ）
完全新規エリア。飛び石状に設置された狭い足場を、電動で上下に回転する18本のポールを避けながら渡る。SASUKEでは、第33回大会から足場の高さが異なるバージョンで登場している。第2形態となる第12回では本数が20本に増えた。
4.ドラゴングライダー（第11回 - ）
SASUKEにも存在するエリア。トランポリンで跳躍し、レールに乗っている金属のバーに掴まり対岸に着地する。SASUKEのものと異なりレールは1本目のみ、またバーはレールにそって固定されているため脱線することはない。第12回では、対岸までの距離が長くなった。
5.2連そり立つ壁（第12回 - ）
SASUKEでも過去に登場したエリア。1つ目の高さは3.8mに対し、2つ目は4.1mとなっている。SASUKEのものと異なり、上部はくぼんでおらず角材が取り付けられている。

### 2nd STAGE【青】
制限時間: 80秒
前回までの5連ハンマーが撤去されたため、間隔を埋める形で中間にある2つのエリアが延長化された。
1.ローリングログ（第12回 - ）
SASUKE名物エリアの一つ。レールに置かれた丸太に抱きつき、回転しながらレールを下って対岸に到達する。SASUKEでは7回転だが、こちらは5回転となっている。また、SASUKEのものに比べて傾斜が低くなっている。
2.スパイダーウォーク（第9回 - 第11回）→スパイダーラン（第12回 - ）
SASUKE名物エリアの一つ。壁に手足を突っ張って進む。SASUKEでは垂直方向の移動や動く壁もあったが、この形態では平行移動のみとなっている。幅は1.1mで長さ8m。第12回では、ウォークからランに名称が変わり12mに延長。
3.リバースコンベア（第9回 - ）
トンネル内で動くベルトコンベアを匍匐前進で流れに逆らいながら進む。SASUKEでも同名のエリアが存在するが、こちらはSASUKEのものに比べて天井が低いため四つん這いで前進する必要がある。長さは8m。第12回では12mと延長され難易度UP。
4.ウォールリフティング（第10回 - ）
SASUKE名物エリアの一つ。1枚目・10kg、2枚目・15kg、3枚目・20kgの壁を持ち上げ、その下をくぐる。

### 3rd STAGE【黒】
制限時間: 無制限
1.プロペラ雲梯（第10回 -）
かつてSASUKEに存在したエリアの一つ。回転するバーに手をかけながら進む。バーは全部で3本。なお、1つ目のバーに掴まった後でバーがスタート地点に戻った時、バーを離すことは許されている。
2.サイドワインダー（第12回）
SASUKEにも登場しているエリアの一つで、仕様は初代バージョンだが一直線上。4本の溝のついたポールにしがみつき、1.3m離れた別のポールに飛び移る。SASUKEのものと比べて4本目から足場までの距離が離されている。
3.倒連板（第3回 - 第8回）→スポンジブリッジ（第9回 - ）
15枚ある発泡スチロール製の板の上を渡る。板に手を付いたり足が板の上以外に触れた場合はその時点で失格。第8回までのエリア名は「倒連板」だった。ファイナリストを含め数多くの実力者を阻んだ事から、魔のドミノ地獄と呼ばれている。
4.フライングバー（第12回）
SASUKEにも登場している、新最終エリア。バーにぶら下がって勢いをつけてバーごとジャンプし、SASUKEと同じ1.5m前方の左右の皿に引っ掛けて進んでいく。最後まで進んだら、体を振ってゴール地点に着地する。

### FINAL STAGE【金】
地上15.2m、制限時間: 35秒
1.スパイダークライム 10m
SASUKEにも存在したエリア。スパイダーウォークの要領で、壁に手足を突っ張った状態で壁を上に登る。第10回は8mだった。
2.綱登り 5.2m
赤く塗られた綱を登る。第7回では「天空綱」のエリア名で登場していた。第9･10回は7m、11回は5mだった。

## 過去の障害物・各大会のステージ構成
+は、エリア間が繋がっているのを意味する。以下、登場したのが早い順に掲載。カッコ内は使用されていた回を指す。 

### 1st STAGE
第9回-第11回のステージ名は「RED STAGE」で、第9回からは赤を強調したコースになっている。
| 大会   | エリア         | エリア         | エリア               | エリア               | エリア               | エリア             | エリア             | エリア        | エリア        | エリア         | エリア         | 制限時間     |
| ------ | -------------- | -------------- | -------------------- | -------------------- | -------------------- | ------------------ | ------------------ | ------------- | ------------- | -------------- | -------------- | ------------ |
| 第1回  | 舞踊石         | 舞踊石         | 風車渡               | 風車渡               | 円柱乗               | 暴風道             | 暴風道             | 三連跳        | 三連跳        | 忍梯子         | 忍梯子         | 80秒         |
| 第2回  | 舞踊石         | 舞踊石         | 風車渡               | 風車渡               | 円柱乗               | 関所道             | 関所道             | 三連跳        | 三連跳        | 脱出棒         | 脱出棒         | 90秒         |
| 第3回  | 舞踊石         | 風車渡         | 障壁越               | 円柱乗               | 不安道               | 八艘跳             | 八艘跳             | 斜面走        | 斜面走        | 脱出縄         | 脱出縄         | 85秒         |
| 第4回  | 舞踊石         | 風車渡         | 不安道               | 円柱乗               | 斜面走               | 八艘跳             | 超登坂             | 大滑降        | 大滑降        | 脱出縄         | 脱出縄         | 105秒        |
| 第5回  | 舞踊石         | 風車渡         | 不安道               | 円柱乗               | 斜面走               | 八艘跳             | 気負坂             | 大滑降        | 大滑降        | 脱出縄         | 脱出縄         | 100秒        |
| 第6回  | 浮遊走         | 三角橋         | 飛翔柱               | 不安道               | 円柱乗               | 斜面走             | 斜面走             | 落下棒        | 落下棒        | 脱出縄         | 脱出縄         | 95秒         |
| 第7回  | 飛石走         | 段違棒         | 飛翔柱               | 不安道               | 円柱乗               | 八艘跳             | 八艘跳             | 斜面走        | 斜面走        | 脱出縄         | 脱出縄         | 90秒         |
| 第8回  | 不安走         | 不安走         | 丸太橋               | 丸太橋               | 吊天棒               | 鉄条網             | ブラン跳           | +             | イカダ渡し    | +              | 消耗壁         | 120秒（2分） |
| 第9回  | ローリングヒル | ローリングヒル | パイプホールド       | パイプホールド       | フィッシュボーン     | エックスブリッジ   | ジャンプハング     | そり立つ壁    | そり立つ壁    | キャノンボール | キャノンボール | 140秒        |
| 第10回 | ローリングヒル | ローリングヒル | パイプホールド       | パイプホールド       | シェイキングブリッジ | フィッシュボーン   | ダブルペンダラム   | そり立つ壁    | そり立つ壁    | キャノンボール | キャノンボール | 110秒        |
| 第11回 | ローリングヒル | ローリングヒル | パイプホールド       | パイプホールド       | シェイキングブリッジ | フィッシュボーン   | ドラゴングライダー | そり立つ壁    | そり立つ壁    | キャノンボール | キャノンボール | 110秒        |
| 第12回 | ローリングヒル | ローリングヒル | スクリュードライバー | スクリュードライバー | フィッシュボーン     | ドラゴングライダー | ドラゴングライダー | 2連そり立つ壁 | 2連そり立つ壁 | 2連そり立つ壁  | 2連そり立つ壁  | 100秒        |

- 舞踊石（第1 - 5回・第7 - 8回）：池の上にあるたくさんの杭の上を渡る。第7回 - 第8回では2ndに移動した。第4回には、3歩目の足場にばねが取り付けられた。
- 風車渡（第1 - 5回）：電動で回る風車形の足場を渡る。第1回のみ小さめの足場が3つあり、それらの上を乗り継ぐ。それ以降は大きなものが1つあるのみ。なお、第4回から風車の羽ではない部分に立ってしまうとコースアウト（失格）となった。
- 円柱乗（第1 - 8回）：ドラム缶を転がして進む。数少ない第1回からの皆勤エリアだった。SASUKEにもバランスタンクとしてリメイクされた。第8回では2ndに移動した。
- 暴風道（第1回）：風速25mの暴風が吹いている細い道を渡る。
- 三連跳（第1・2回）：トランポリンからジャンプし、横渡の細い足場に乗る。これを3回繰り返す。第4回では同一のエリアが2ndに登場した。
- 忍梯子（第1回）：揺れる縄はしごを登る。現在の脱出縄とほぼ同じ。
- 関所道（第2回）：上下に曲線を描く細い道を渡る。
- 脱出棒（第2回）：棒を登る。
- 障壁越（第3回）：2つの壁を越える。2つ目は高い。
- 不安道（第3 - 7回）：穴のあいた回転する橋を渡る。初登場の第3回はSASUKEにあった揺れる橋と同様のエリアだった。
- 斜面走（第3 - 7回）：45度の2つある坂を、一気に駆け抜ける。第4回までは坂が1つだった。
- 脱出縄（第3 - 7回）：忍梯子と同じ。
- 超登板（第4回）：傾斜45°、長さ5mの急な坂を登る。
- 大滑降（第4・5回）：リフトから小島に飛び移り、細い橋を渡る。
- 気負坂（第5回）：SASUKEのそり立つ壁のミニチュアのようなものを登る。
- 浮遊走（第6回）：乗ると沈む島を渡る。
- 三角橋（第6回）：揺れる三角型のシーソーを渡る。SASUKEにあった、プリズムシーソーと同じ仕組み。
- 飛翔柱（第6・7回）：ボタンを押し流れてくるサンドバッグに跳んでしがみつく。第7回は段違棒の前にボタンを押す仕様。
- 落下棒（第6回）：下り向きの棒を滑り降りる。
- 飛石走（第7回）：飛石の上を跳んで渡る。仕組みはSASUKEの六段跳びとほぼ同じ。
- 段違棒（第7回）：段が違う2本の丸太の上を渡っていく。2本目は細い。1本目から2本目に飛び移るとき、間があいている。SASUKE第21回の予選会「SASUKEトライアル2008夏」のFinalSTAGEにも、このエリアが登場した。
- 八艘跳（第3 - 5回・第7回）：トランポリンから思い切りジャンプし、対岸へ。第3回のみ、池の真ん中に浮島があり、それを使ってクリアするものだった。第7回では、円柱に飛びつく仕組みになった。
- 不安走（第8回）：ハードルが設置されてある浮島を渡る。
- 丸太橋（第8回）：丸太の橋を渡る。丸太は3本しかない。
- 吊天棒（第8回）：ロープで吊るされてある丸太の足場を乗り継いで進む。SASUKEのハングムーブのリメイク。
- 鉄条網（第8回）：鉄製の網に、手足を突っ張って進む。足元には突起があるためそれを使って進む。SASUKEのスパイダーウォークのリメイク。
- ブラン跳（第8回）：ブランコに乗り、その下にある浮島に着地。着水しても浮島に体が残っていればリタイアにはならない。
- イカダ渡し（第8回）：ブラン跳で浮島に着地した後、浮島に乗った状態でロープを引っ張って、次のエリアに進む。
- 消耗壁（第8回）：網を登る。SASUKEのロープラダーとほぼ同じエリア。
- パイプホールド（第9 - 11回）：長さ3.6m、直径30cmの回転する丸太[注釈 34]に掴まり渡っていく。かつてSASUKEに存在した「ぶら下がり丸太」と同様のエリア。
- エックスブリッジ（第9回）：X状に付けられたゴムで伸縮する4つの足場を渡る。SASUKE第24回大会に登場した同名のエリアとは別物。
- ジャンプハング（第9回）：トランポリンからネットに飛びつき、下を伝って対岸まで移動する。SASUKEのものと異なり、上からの移動はセットの鉄骨位置の関係上不可能。
- そり立つ壁（第9 - 11回）：SASUKE名物エリアの一つ。湾曲している壁を駆け上がり、頂上に手をかけてよじ登る。SASUKEとは違い平面がある。高さは4.2m。
- キャノンボール（第9 - 11回）：32kgのビーズが入った大きなボールを転がしながら傾斜15度の坂を上る。
- シェイキングブリッジ（第10・11回）：かつてSASUKEに存在した「揺れる橋」と同様のエリア。幅1.2m、長さ3.5mの板の上を渡る。
- ダブルペンダラム（第10回）：トランポリンで跳躍し、掴むと動くバーに捕まった後、動いた反動を利用して、前方にある大きなサンドバッグに飛び移る。サンドバッグもしがみ付くと動くため、その反動を利用して対岸へ飛び移る。

### 2nd STAGE
第9回-第11回のステージ名は「BLUE STAGE」で、第9回からは青を強調したコースになっている。
| 大会   | エリア           | エリア           | エリア             | エリア           | エリア           | エリア           | エリア           | エリア               | エリア               | 制限時間         |
| ------ | ---------------- | ---------------- | ------------------ | ---------------- | ---------------- | ---------------- | ---------------- | -------------------- | -------------------- | ---------------- |
| 第1回  | 大跳躍           | 大跳躍           | 回転柱             | 天秤橋           | 天秤橋           | 浮遊島           | 浮遊島           | 浮遊島               | 浮遊島               | 50秒             |
| 第2回  | 大跳躍           | 大跳躍           | 壁際伝             | 天秤橋           | 天秤橋           | 浮遊島           | 浮遊島           | 浮遊島               | 浮遊島               | 45秒             |
| 第3回  | 大跳躍           | 超登板           | 回転筒             | 回転筒           | 回転筒           | 浮遊島           | 浮遊島           | 浮遊島               | 浮遊島               | 40秒             |
| 第4回  | 大跳躍           | 三連跳           | 回転筒             | 回転筒           | 回転筒           | 浮遊島           | 浮遊島           | 浮遊島               | 浮遊島               | 35秒             |
| 第5回  | 大跳躍           | 超登板           | 回転筒             | 振子道           | 振子道           | 浮遊島           | 浮遊島           | 浮遊島               | 浮遊島               | 50秒             |
| 第6回  | 大跳躍           | 三連跳           | 二本橋             | +                | 網渡り           | 舞乱道           | 舞乱道           | 舞乱道               | 舞乱道               | 75秒（1分15秒）  |
| 第7回  | 大跳躍           | 舞踊石           | 回転筒             | 吊梯子           | 吊梯子           | 舞乱道           | 舞乱道           | 舞乱道               | 舞乱道               | 65秒             |
| 第8回  | 大跳躍           | 三連跳           | 舞踊石             | 倒連板           | 倒連板           | 円柱乗           | 円柱乗           | 舞乱道               | 舞乱道               | 210秒（3分30秒） |
| 第9回  | スライドウォーク | スライドウォーク | スパイダーウォーク | リバースコンベア | リバースコンベア | スラントエッジ   | スポンジブリッジ | クリフハンガー       | ウェーバーブリッジ   | なし             |
| 第10回 | スライドウォーク | スライドウォーク | スパイダーウォーク | 5連ハンマー      | 5連ハンマー      | リバースコンベア | リバースコンベア | ウォールリフティング | ウォールリフティング | 75秒             |
| 第11回 | スライドウォーク | スライドウォーク | スパイダーウォーク | 5連ハンマー      | 5連ハンマー      | リバースコンベア | リバースコンベア | ウォールリフティング | ウォールリフティング | 80秒             |
| 第12回 | ローリングログ   | ローリングログ   | スパイダーラン     | スパイダーラン   | リバースコンベア | リバースコンベア | リバースコンベア | ウォールリフティング | ウォールリフティング | 80秒             |

- 大跳躍（第1 - 8回）：カタパルトつきの坂から、思い切りジャンプして浮島へ。滑降中カタパルトから転落するとコースアウトとなる。第1回では1stを突破した2人が脱落し、ここで100人が全滅した。第3回までの着地地点までの距離は2.5m。着地地点の直径は1.8m。第4回に着地地点が近くなった。SASUKEのダウンヒルジャンプの原型。
- 回転柱（第1回）：回転する板の上に乗り渡って行く。2ndの第2エリアにのみ登場しかつ2ndに進出した2人がその前の大跳躍でリタイアしたため、このエリアに挑戦した者はいなかった。
- 天秤橋（第1・2回）：幅15cm、長さ5m、高さ1.8mの揺れる橋を渡る。第3回から3rdに移動した。
- 浮遊島（第1 - 5回）：水面に浮かぶ丸太を渡る。丸太の直径は45cm・幅120cm。若干の着水は認められた模様。
- 壁際伝（第2回）：壁際の幅15cmの細い道をバランスをとって渡る。SASUKE第6回に登場したナローに似たエリア。
- 回転筒（第3 - 5回・第7回）：回転する直径30cmの丸太の上を駆け抜ける。長さ3.8m。
- 三連跳（第4回）：第2回まで1stにあったものと同じ。3本目を超えたところにある浮島が無いため、3本目の足場を伝っていく。
- 超登板（第3・5回）：第4回に1stにあったものと同じ。ただし、途中にあるロープがなくなっている。SASUKEにあった、そそり立つ壁のリメイク。
- 振子道（第5回）：4つのハンマーが襲いかかる平均台を渡る。ハンマーの振れ方は、1本目と3本目、2本目と4本目でそれぞれタイミングが同じである。かつてSASUKEにあった5連ハンマーのリメイク版。
- 二本橋（第6回）：平行になっている二本の棒を渡る。
- 網渡り（第6回）：網を渡る。
- 吊梯子（第7回）：揺れるうんていを渡る。SASUKEにも、第20回にスイングラダーとして登場した。
- 三連跳（第6・8回）：高さの異なる3つのハードルを越える。高さは1つ目は60cm、2つめは80cm、3つ目は100cmである。
- 舞乱道（第6 - 8回）：白樺、竹、鉄パイプで出来た3つの細い足場をつり下がっているロープを使ってうまく渡る。最後の鉄パイプにはロープはつり下がっていないため落ちやすい。
- スライドウォーク（第9 - 11回）：リング状の足場がある棒に掴まりながらレールを滑り降りる。途中にある突起物は棒を持ち上げて越える。SASUKEでは第33回大会から第36回大会まで、足場の無いバージョンである「リングスライダー」として登場していた[7]。
- スラントエッジ（第9回）：過去のKUNOICHIに登場した「壁際伝」と「無情壁」を組み合わせたエリア。前半10度、後半20度の傾斜のついた壁から出ている足場を進む。壁には指を掛ける部分がある。総合演出の乾氏いわく、「（かつて別の総合演出が手掛けた回のSASUKEに登場したもののクリア率100%のまま1回で消えたナローに対して）俺ならこう作る」というエリアであると公式YouTubeにて語られている。
- ウェーバーブリッジ（第9回）：4本のゴムで支えられた幅12cm、長さ5m、高さ1.8mの揺れる橋を渡る。橋に手を付いた場合は失格。第6回までのエリア名は「天秤橋」だった。
- 5連ハンマー（第10・11回）：かつてSASUKEに存在したエリアの一つ。左右に揺れる5つのハンマーを避けながら幅30cmの平均台を渡る。

### 3rd STAGE
第10回・第11回のステージ名は「BLACK STAGE」で、第10回からは黒を強調したコースになっている。
| 大会   | エリア           | エリア           | エリア           | エリア           | エリア           | エリア             | エリア           | 制限時間    |
| ------ | ---------------- | ---------------- | ---------------- | ---------------- | ---------------- | ------------------ | ---------------- | ----------- |
| 第3回  | 二連棒           | 倒連板           | 倒連板           | 倒連板           | 天秤橋           | 天秤橋             | 天秤橋           | 90秒        |
| 第4回  | 二連棒           | 倒連板           | 倒連板           | 倒連板           | 天秤橋           | 天秤橋             | 天秤橋           | 90秒        |
| 第5回  | 無情壁           | 倒連板           | 倒連板           | 倒連板           | 夢幻道           | 夢幻道             | 夢幻道           | [ 注釈 36 ] |
| 第6回  | 剣山道           | 倒連板           | 倒連板           | 倒連板           | 天秤橋           | 天秤橋             | 天秤橋           |             |
| 第7回  | 剣山道           | 倒連板           | +                | 倒連棒           | 魔性壁           | 魔性壁             | 魔性壁           |             |
| 第8回  | フライングロール | フライングロール | フライングロール | フライングロール | フライングロール | フライングロール   | フライングロール |             |
| 第10回 | プロペラ雲梯     | アームバイク     | アームバイク     | アームバイク     | スポンジブリッジ | クリフハンガー     | パイプスライダー |             |
| 第11回 | プロペラ雲梯     | アームバイク     | アームバイク     | アームバイク     | スポンジブリッジ | プラネットブリッジ | パイプスライダー |             |
| 第12回 | プロペラ雲梯     | サイドワインダー | サイドワインダー | サイドワインダー | スポンジブリッジ | フライングバー     | フライングバー   |             |

- 二連棒（第3・4回）：棒を使い運河跳びの要領で渡る。SASUKEのポールジャンプに似ている。
- 無情壁（第5回）：手前に傾いた壁があり、上にある4本の溝に手を引っ掛けて、下の足場に足をかけて進む。
- 夢幻道（第5回）：自分でスタートのボタンを押して、15秒の間に幅10cm、長さ10mの橋を渡った先にあるゴールボタンを押せばクリア。
- 天秤橋（第3・4・6回）：第2回まで2ndにあったものと同じ。第9回ではウェーバーブリッジに改名される。
- 剣山道（第6・7回）：直径20cmの柱の上をジャンプで渡って行く。初登場した第6回は、柱の直径は30cmだった。
- 魔性壁（第7回）：壁にある突起に手をかけて登っていく、ロッククライミング。途中には、オーバーハングした箇所がある。3rdの第4エリアにのみ登場しかつそれより2つ前の倒連板で全滅したため、このエリアに挑んだ者はいなかった。
- フライングロール（第8回）：トランポリンから跳躍し、バーを落とさないようにバーを越える。1m60cmから試技を開始し、同高度を2回失敗で試技終了、脱落となる。
- クリフハンガー（第9・10回）：第9回では4.5cm、第10回では4cmの突起にぶら下がって進む。第9回では途中に60cmの空白、第10回では上り段差がある。
- アームバイク（第10・11回）：かつてSASUKEに存在したエリアの一つ。自転車のペダルを腕で回して進む。
- パイプスライダー（第10・11回）：SASUKE名物エリアの一つ。レール上にあるパイプにぶら下がり、体重移動によって進む。最後まで来たら、体を振って向こう岸に飛び移る。
- プラネットブリッジ（第11回）：SASUKEにも存在したエリア。両手で、玉からの距離が電動により120cm～140cmの間隔で動く壁を両足で突っ張って進む。

### FINAL STAGE
第9回からは金を強調したコースになっている。
| 形態     | 大会          | エリア                    | エリア               | 制限時間 | 地上からの高さ |
| -------- | ------------- | ------------------------- | -------------------- | -------- | -------------- |
| 第1形態  | 第1回 - 第2回 | 天空道（10m）             | 天空道（10m）        |          | 10m            |
| 第2形態  | 第3回 - 第4回 | 梯子壁（10m）             | 天空棒（5m）         | 35秒     | 15m            |
| 第3形態  | 第5回         | 梯子跳び（10m）           | 天空棒（5m）         | 35秒     | 15m            |
| 第4形態  | 第6回         | 大絶壁（10m）             | 天空棒（5m）         | 30秒     | 15m            |
| 第5形態  | 第7回         | 天空網（12.5m）           | 天空縄（5m）         | 30秒     | 17.5m          |
| 第6形態  | 第8回         | 鉄梯子（8m）              | クライムボード（7m） | 60秒     | 15m            |
| 第7形態  | 第9回         | 左右はしご（8m）          | 綱登り（7m）         | 35秒     | 15m            |
| 第8形態  | 第10回        | スパイダークライム（8m）  | 綱登り（7m）         | 35秒     | 15m            |
| 第9形態  | 第11回        | スパイダークライム（10m） | 綱登り（5m）         | 35秒     | 15m            |
| 第10形態 | 第12回        | スパイダークライム（10m） | 綱登り（5.2m）       | 35秒     | 15.2m          |

第1形態（第1回 - 第2回）クリア者：なし　挑戦者2名
地上5m、全長10m、制限時間なし
10m天空道。唯一横に進むタイプでなおかつ時間無制限だったファイナルステージ。
- 天空道：最大幅6cmの道を渡る。途中に、円柱エリア（1m）と三角柱エリア（2m）がある。

第2形態（第3回 - 第4回）クリア者：三宅綾子（第4回）　挑戦者4名
地上15m、制限時間35秒
10m梯子壁→5m天空棒。この形態からSASUKE同様上に登るタイプで2エリア構成のファイナルステージになった。
- 梯子壁：スパイダークライムのように、両手両足を突っ張った状態で梯子を登る。第9回では「左右はしご」のエリア名で再登場した。
- 天空棒：赤く塗られた棒を登る。

第3形態（第5回）クリア者：三宅綾子　挑戦者2名
地上15m、制限時間35秒
10m梯子跳び→5m天空棒。
- 梯子跳び：梯子を交互に飛び移りながら登る。

第4形態（第6回）クリア者：三宅綾子　挑戦者2名
地上15m、制限時間30秒
10m大絶壁→5m天空棒。
- 大絶壁：交互に取り付けられたブロックを登る。

第5形態（第7回）クリア者：なし　挑戦者なし
地上17.5m、制限時間30秒
12.5m天空網→5m天空縄。唯一挑戦者がいなかったファイナルステージ。エリア名は、2008年に発売された体感ゲーム「究極!筋肉スタジアム!サスケ完全制覇」より。
- 天空網：網を登る。
- 天空縄：綱を登る。

第6形態（第8回）クリア者：小宮理英、門井佐登美　挑戦者3名
地上15m、制限時間60秒
8m鉄梯子→7mクライムボード。
- 鉄梯子：鉄製の梯子を登る。
- クライムボード：ロッククライミング。前半はブロック製、後半は自然岩を模した突起になっている。また、前半から後半へは右に移動しなければならず、突起以外の場所をつかんではならない。つかんでしまった場合、コースアウト（失格）となる。

第7形態（第9回）クリア者：なし　挑戦者1名
地上15m、制限時間 35秒
8m左右はしご→7m綱登り。
第8形態（第10回）クリア者：なし　挑戦者なし
地上15ｍ、制限時間35秒
8mスパイダークライム→7m綱登り。
- スパイダークライム：スパイダーウォークの要領で、壁に手足を突っ張った状態で壁を上に登る。

第9形態（第11回）クリア者：なし　挑戦者1名
地上15ｍ、制限時間35秒
10mスパイダークライム→5m綱登り。
第10形態（第12回）クリア者：大嶋あやの　挑戦者1名
地上15.2ｍ、制限時間35秒
10mスパイダークライム→5.2m綱登り。

## 主な番組内での記録
※第12回大会終了時点

### 完全制覇
| 達成者     | 大会   |
| ---------- | ------ |
| 三宅綾子   | 第4回  |
| 三宅綾子   | 第5回  |
| 三宅綾子   | 第6回  |
| 小宮理英   | 第8回  |
| 門井佐登美 | 第8回  |
| 大嶋あやの | 第12回 |

### 最多記録
| 項目                     | 記録者                                    | 回数 |
| ------------------------ | ----------------------------------------- | ---- |
| 最多完全制覇回数         | 三宅綾子                                  | 3回  |
| 最多出場回数             | 水野裕子                                  | 10回 |
| 最多2nd進出回数          | 三宅綾子 小宮理英 渡邉（泉）美香 水野裕子 | 4回  |
| 最多3rd進出回数          | 三宅綾子 小宮理英 水野裕子                | 3回  |
| 最多Final進出回数        | 三宅綾子                                  | 3回  |
| 最多ステージクリア総回数 | 三宅綾子                                  | 13回 |
| 最多STAGE挑戦総回数      | 水野裕子                                  | 19回 |
| 最多最優秀成績回数       | 三宅綾子                                  | 3回  |
| 最多最速タイム回数       | 三宅綾子                                  | 6回  |
| 最多1st最速タイム回数    | 三宅綾子                                  | 3回  |

| 項目              | 大会        | 人数 |
| ----------------- | ----------- | ---- |
| 2nd最多クリア人数 | 第3回       | 11人 |
| 3rd最多クリア人数 | 第3回 第8回 | 3人  |
| 1st最少クリア人数 | 第1回       | 2人  |
| 2nd最少クリア人数 | 第1回       | 0人  |

### 初出場記録
| 項目                          | 記録者、大会 |
| ----------------------------- | --- |
| 初出場でのFINAL進出           | 水野裕子、渡辺和江（第2回） 泉美香、半澤友美（第3回） 三宅綾子（第4回） 門井佐登美（第8回） 泉ひかり（第9回）                     |
| 初出場での1st最速タイム達成者 | 遊佐雅美（第1回） 水野裕子（第2回） 三宅綾子（第4回） エリン・ジェシカ・ドルティ（第6回） 門井佐登美（第8回） 大嶋あやの（第9回） |
| 初出場での2nd最速タイム達成者 | 水野裕子（第2回） 渡辺奈緒（第3回） 岩井智香（第6回） 門井佐登美（第8回）                                                         |
| 初出場での最優秀成績達成者    | 山田海峰、遊佐雅美（第1回） 水野裕子（第2回） 三宅綾子（第4回） 門井佐登美（第8回） 泉ひかり（第9回）                             |

| 項目                 | 記録者   | 大会          | 回数 |
| -------------------- | -------- | ------------- | ---- |
| 初出場からの連続出場 | 水野裕子 | 第2回 - 第7回 | 6回  |

### 連続記録
| 項目                  | 記録者   | 大会          | 回数 |
| --------------------- | -------- | ------------- | ---- |
| 最多1st連続クリア記録 | 三宅綾子 | 第4回 - 第7回 | 4回  |
| 最多2nd連続クリア記録 | 三宅綾子 | 第4回 - 第6回 | 3回  |
| 最多3rd連続クリア記録 | 三宅綾子 | 第4回 - 第6回 | 3回  |
| 連続最優秀成績記録    | 三宅綾子 | 第4回 - 第6回 | 3回  |

| 項目                  | 大会   | 人数 | 区間                                     |
| --------------------- | ------ | ---- | ---------------------------------------- |
| 連続1stクリア人数記録 | 第9回  | 4人  | ゼッケン42泉ひかり～ゼッケン45大嶋あやの |
| 連続2ndクリア人数記録 | 第4回  | 6人  | ゼッケン50渡辺和江～ゼッケン95浅見清香   |
| 連続2ndクリア人数記録 | 第12回 | 6人  | ゼッケン39酒井珠希～ゼッケン50水野裕子   |

### 最年少・最年長記録
| 項目                 | 記録者        | 大会        | 年齢 |
| -------------------- | ------------- | ----------- | ---- |
| 最年少出場           | 廣田麻里衣    | 第2回       | 9歳  |
| 最年少1stクリア      | 鈴木咲 東玲奈 | 第3回 第6回 | 13歳 |
| 最年少2ndクリア      | 東玲奈        | 第6回       | 13歳 |
| 最年少ファイナリスト | 水野裕子      | 第2回       | 20歳 |
| 最年少最優秀成績者   | 水野裕子      | 第2回       | 20歳 |
| 最年長出場           | 立野敏子      | 第5回       | 55歳 |
| 最年長1stクリア      | 水野裕子      | 第12回      | 42歳 |
| 最年長2ndクリア      | 水野裕子      | 第12回      | 42歳 |
| 最年長ファイナリスト | 門井佐登美    | 第8回       | 34歳 |
| 最年長最優秀成績者   | 門井佐登美    | 第8回       | 34歳 |

### 最速・最遅タイム記録
| 項目                      | 記録者     | 大会   | 残りタイム |
| ------------------------- | ---------- | ------ | ---------- |
| 1st最速クリアタイム       | 門井佐登美 | 第8回  | 50.34秒    |
| 2nd最速クリアタイム       | 門井佐登美 | 第8回  | 76.19秒    |
| 3rd最速クリアタイム       | 三宅綾子   | 第4回  | 11.98秒    |
| FINAL最速クリアタイム     | 門井佐登美 | 第8回  | 21.4秒     |
| 1st最遅クリアタイム       | 才木玲佳   | 第10回 | 0.80秒     |
| 2nd最遅クリアタイム       | 小宮理英   | 第4回  | 0.14秒     |
| 3rd最遅クリアタイム       | 三宅綾子   | 第5回  | 0.38秒     |
| FINAL最遅クリアタイム     | 三宅綾子   | 第6回  | 0.66秒     |
| 1stの最速タイムの中で最遅 | 遊佐雅美   | 第1回  | 8.8秒      |
| 2ndの最速タイムの中で最遅 | 田中真帆   | 第7回  | 3.81秒     |

| 項目                          | 記録者、大会 |
| ----------------------------- | --- |
| 1st&2ndダブル最速タイム達成者 | 水野裕子（第2回） 三宅綾子（第5回） 門井佐登美（第8回） 泉ひかり（第10回） 岡部紗季子（第11回） 大嶋あやの（第12回） |

## 放送データ一覧
視聴率はいずれもビデオリサーチ調べ、関東地区・世帯。
| 回数   | 放送日          | 放送時間      | 視聴率 | 備考                                                                                            |
| ------ | --------------- | ------------- | ------ | ----------------------------------------------------------------------------------------------- |
| 第1回  | 2001年 12月22日 | 19:00 - 20:54 | 16.4%  | 「筋肉番付スペシャル!!」として放送                                                              |
| 第2回  | 2002年 12月21日 | 19:00 - 20:54 | 15.7%  | 「体育王国スペシャル!!」として放送                                                              |
| 第3回  | 2003年 9月24日  | 18:55 - 21:09 | 17.2%  |                                                                                                 |
| 第4回  | 2004年 12月25日 | 19:00 - 20:54 | 16.2%  |                                                                                                 |
| 第5回  | 2006年 1月7日   | 19:00 - 20:54 | 10.4%  |                                                                                                 |
| 第6回  | 2006年 9月20日  | 18:55 - 20:54 | 14.9%  |                                                                                                 |
| 第7回  | 2007年 9月5日   | 18:55 - 20:54 | 12.7%  |                                                                                                 |
| 第8回  | 2009年 10月7日  | 19:55 - 22:54 | 09.5%  | 一部地域では21:00 - 22:54の2時間放送                                                            |
| 第9回  | 2017年 2月12日  | 18:30 - 20:54 | 09.1%  |                                                                                                 |
| 第10回 | 2017年 7月2日   | 19:00 - 21:48 | 07.9%  |                                                                                                 |
| 第11回 | 2018年 7月1日   | 19:00 - 21:48 |        |                                                                                                 |
| 第12回 | 2025年 1月13日  | 18:30 - 21:30 | 07.6%  | 当初は21:20までの予定だったが、後続番組が出演者のトラブルに伴い休止となったため放送枠を10分拡大 |

## 主要スタッフ
第12回（2025年1月13日放送分）
- ナレーター：服部潤（第12回）
- 構成：本松エリ、谷田彰吾（共に第12回）
- TM：重地渉（第12回）
- TP：中川清志（第12回、第11回は照明）、光内朗人（第12回）
- TD：井上真希（第12回）
- VE：大隅英志（第12回）
- カメラ：村田瑛太（第12回）
- 照明：中田学（第12回）
- 音声：岡邊竜海（第11,12回）
- PA：葉桐慶次（第12回）
- ENG：廣田晃（第12回）
- ドローン：渡辺明（第12回、第10回はENG）
- 技術協力：TBS ACT（第12回、第11回までは、東通、エヌ・エス・ティー、TAMCO、ティ・エル・シー）、㈱NKL、関西東通、ドローン・フロンティア（共に第12回）
- 美術：杉山智之（第12回、第11回は美術制作）、小美野淳一（第11,12回）
- デザイン：勝藤俊則、松沢光祐（共に第12回）
- 美術ディレクター：保田大介（第12回、第11回は美術制作）
- 装置：相良比佐夫、遠藤利彦（共に第12回）、尾髙義信（第12回、第11回は尾高名義）
- 操作：荒木大介、椋野慎介（共に第12回）
- 特殊装置：黒野堅太郎、戸田秀由（共に第12回）
- 幕装飾：中野浩（第11,12回）
- 電飾：西田和正（第11,12回）、渡辺竜明（第12回）
- アクリル装飾：渡邊卓也（第11,12回）、井上恵介（第12回）
- 特殊効果：池部れみ（第12回）
- 装飾：野呂利勝（第11,12回）
- ヘアメイク：久木田梨花（第12回）
- 編集：内藤潤一、高穂彰（共に第12回）
- MA：井田須美子（第12回）
- 音響効果：樋口謙（メディアハウスサウンドデザイン、第11,12回）、加島尚樹（第12回）
- CG：岩屋朝仁、森須裕紀（共に第12回）
- リサーチ：Ring、細井亮輔、白山健吾、望月ユウノスケ（共に第12回）
- TK：常藤直子（第12回）
- トレーナー：渋谷理恵、矢吹留美（共に第12回）
- 医師：伊藤壮一（第12回）
- 協力：タカハシレーシング、ピースフル（共に第12回）
- デザインセンター：山村寛太、寺島花奈（共に第12回）
- プラットフォームビジネス局：後藤健雄（第12回）
- 公開放送：松元裕二、中垣雄稀、大島駿（共に第12回）
- プロモーション：小山陽介（第12回、第11回は宣伝）、古永めぐみ（第12回）、山岡将成（第12回、第11回はAD）
- スチール：井上修二（第12回、第11回は宣伝）、安田雄一郎（第12回）
- HP担当：花田貴昭、柳澤絵里子、三橋麻衣子（共に第12回）
- 編成：佐藤礼子、丸茂宏太郎（共に第12回）
- AP：岩崎ゆかり（オフィス神天、第11,12回）
- デスク：佐々木千代（第12回）
- 制作進行：中村耕太郎（第12回）
- AD：吉井江那、成田明莉、村中理乃、桔川巧、大谷采未、濱田さくら、竹下萌奈、東真海（共に第12回）
- 協力プロデューサー：鈴木雅彦、竹中優介、堀内貴博（共に第12回）
- MP：中野匡人、廣崎正隆、御法川隼斗（共に第12回）
- ディレクター：井内悦史、宇野龍太郎、小濱知彦、辻潤、小野夢子、関根智大、清水麻未/髙山和大、斉藤哲夫、塚田一道、橋本直樹、松永隼人、佐々木嘉伸、佐藤孝彰、村松麟太郎（共に第12回、髙山→第11回は演出、斉藤・塚田→以前も担当）
- 制作協力：FOLCOM.
- 演出：清水宏幸（第11,12回）[注釈 41]
- プロデューサー：宮崎陽央（第12回）、神田祐子、大久保徳宏（共に第11,12回）、林沙織、広瀬泰斗（共に第12回）
- 総合演出：乾雅人
- チーフプロデューサー：七澤徹（第12回）
- 制作：TBSテレビスポーツ局コンテンツプロデュース部
- 製作著作：TBS

過去のスタッフ
- ナレーション：垂木勉（第1-4回、第9-11回）、多比良健（第5回）、小林清志（第6-7回）、平野義和（第8回）
- 構成：藤井誠 / つかはら、小林昌弘 / 渡邊健一、太田光洋、石原大二郎 / 井手啓太郎、重倉涼、堀田延、海老根豊、井上修（堀田・海老根・井上→第11回）
- TM：八木真（第11回）
- TD：高橋功（第11回）
- VE：伊深拓也（第10回）、掛田大輔（第11回）
- チーフカメラ：加賀谷顕二（第11回）
- VTR：南原光三（第11回）
- ENG：松永拓也（第11回）
- 美術：澁谷政史（第11回）
- デザイン：金子靖明、太田卓志（共に第11回）
- 美術制作：若松真夢（第11回）
- 装置：谷平真二（第11回）
- 操作：今野貴司、佐藤謙紫郎（共に第11回）
- 特殊装置：勝大輔（第11回）
- メイク：大桶恭子（第11回）
- 編集：佐藤美奈（IMAGICA、第11回）
- MA：土屋由香（第10回）、阿部雄太（第11回）
- CG：小室泰樹（ノットアットオール、第11回）
- TK：五味真琴（第11回）
- 衣装協力：adidas、UNDER ARMOUR（共に第11回）
- 編成：辻有一、竹内敦史（共に第10回）、高橋正尚（第11回）
- デスク：川野友美（第10回）、曽我益千子、伊藤藍、市村友希（共に第11回）
- web制作：西岡恒平（第11回）
- AD：福島伸浩、根津壮太朗、山浦裕斗、不破遥、後藤玄希、山浦久弥、卜部将斗（後藤・山浦・卜部→第11回）
- AP：宮本知佳、松本あゆみ、西田早耶香（松本・西田→第11回）
- 制作進行：高橋隼人（第11回）
- 中継車ディレクター：平元克二（第11回）
- ディレクター：浅賀善伸、福田翔吾／佐藤大輔、市丸信也、飯島玄太郎、吉村拓、須藤駿、藤田亘、柳沢光一郎（飯島以降→第11回）
- プロデューサー：畠山渉、田崎真洋（共に第11回）
- 総合演出・プロデューサー：小掛義之
- 総合プロデューサー：樋口潮
- 技術協力：TBSテックス
- 美術協力：アックス
- 制作：Monster9
- 製作：TBS

## 事故
2006年8月28日に行われた第6回大会の収録中に参加者が水槽に落下した後に照明器具を手にかけたところ感電し、病院で手当てを受ける事故が発生した。原因は照明器具の不具合とアース設備の不備としていたが、この事故についてTBSテレビは警察や消防への通報および事故の公表をしなかったことが判明した。